# مسجد وزیر خان
مسجد وزیر خان (پنجابی و اردو: مسجد وزیر خان) مسجد قرن هفدهی واقع در شهر لاهور، مرکز استان پنجاب در پاکستان است و در دوران سلطنت شاه جهان به عنوان بخشی از یک مجموعه ساختمانی، که همچنین شامل حمام شاهی می‌شود ساخته شد. ساخت این مسجد در سال ۱۶۳۴ آغاز و در سال ۱۶۴۱ پایان یافت.
این مسجدی یکی از پر تزئینات‌ترین مساجد امپراتوری گورکانی است. مسجد وزیر خان برای کاشی‌کاری‌های پیچیدهٔ آن و همچنین نقاشی‌های دیواری به سبک گورکانی در فضاهای داخلی آن شهره است. این مسجد  از سال ۲۰۰۹ تحت نظارت سازمان وام فرهنگی آقاخان و دولت پنجاببا کمک از دولت آلمان، نروژ و ایالات متحده تحت مرمت گسترده قرار گرفته‌است.

## محل

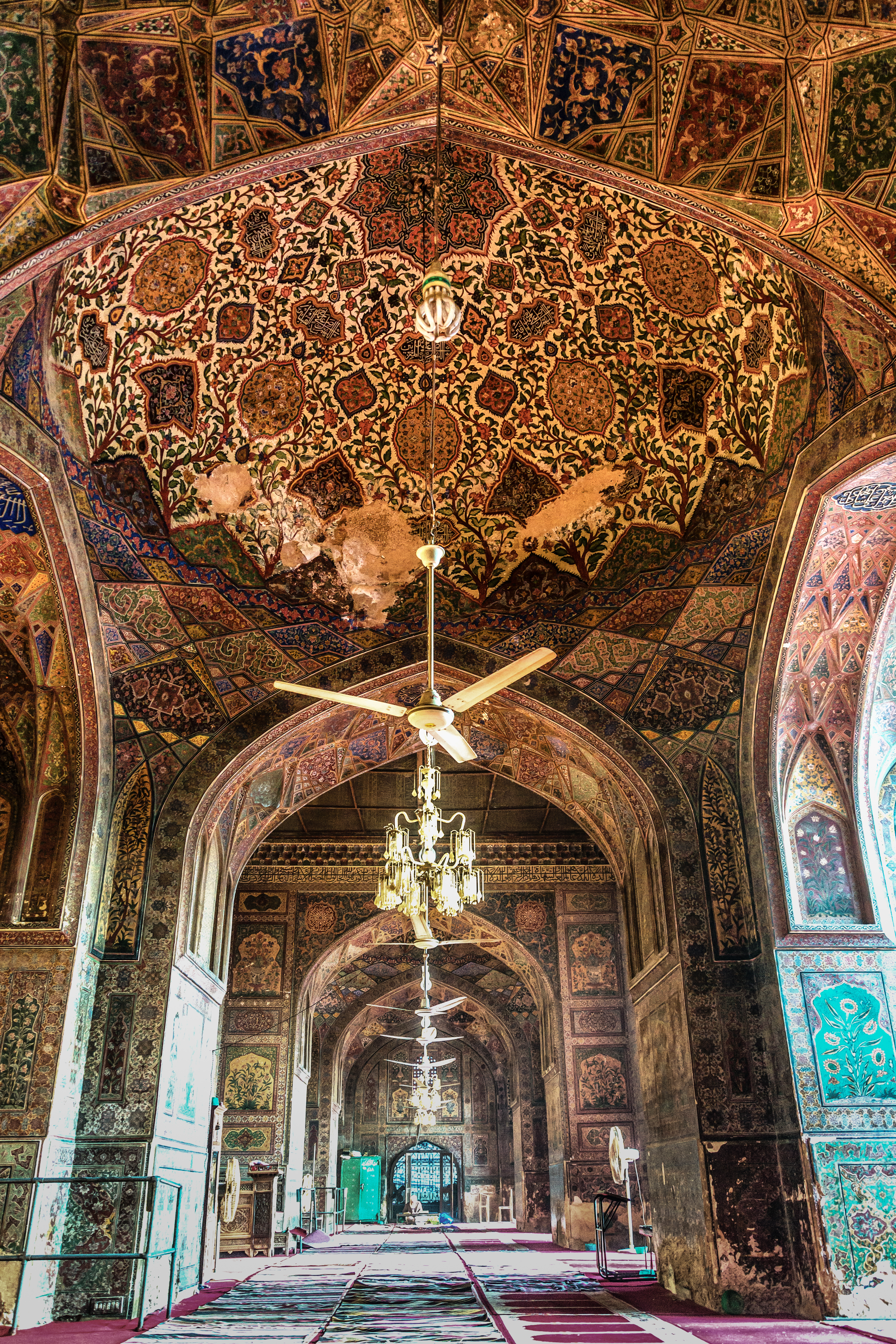
مسجد وزیر خان برای آرایه‌های پیچیده و گسترده‌اش مشهور است.

این مسجد در شهر دیواردار لاهور در امتداد جنوبی گذرگاه شاهی، مسیری سنتی برای گذار اشراف گورکانی در مسیر کاخ‌های سلطنتی در دژ لاهور، قرار دارد. این مسجد حدود ۲۶۰ متر با غرب دروازه دهلی فاصله دارد، که در آن جا حمام شاهی نیز واقع شده‌است. این مسجد همچنین رو به میدان وزیر خان (چوک وزیر خان) و دروازه چتا مستقر است.

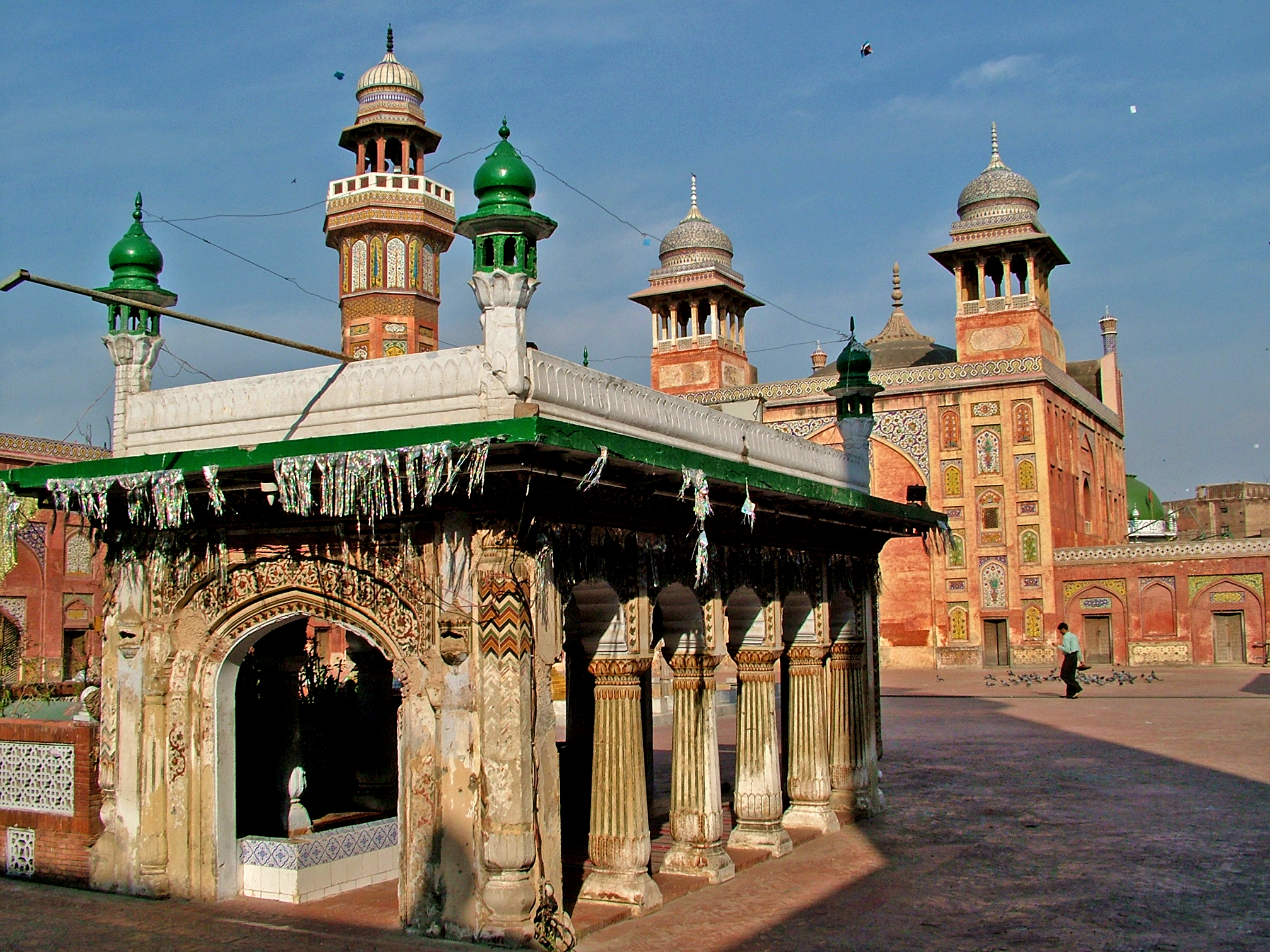
این مسجد شامل آرامگاه صوفی سید محمد اسحاق گازرونی (میران پادشاه) می‌شود.

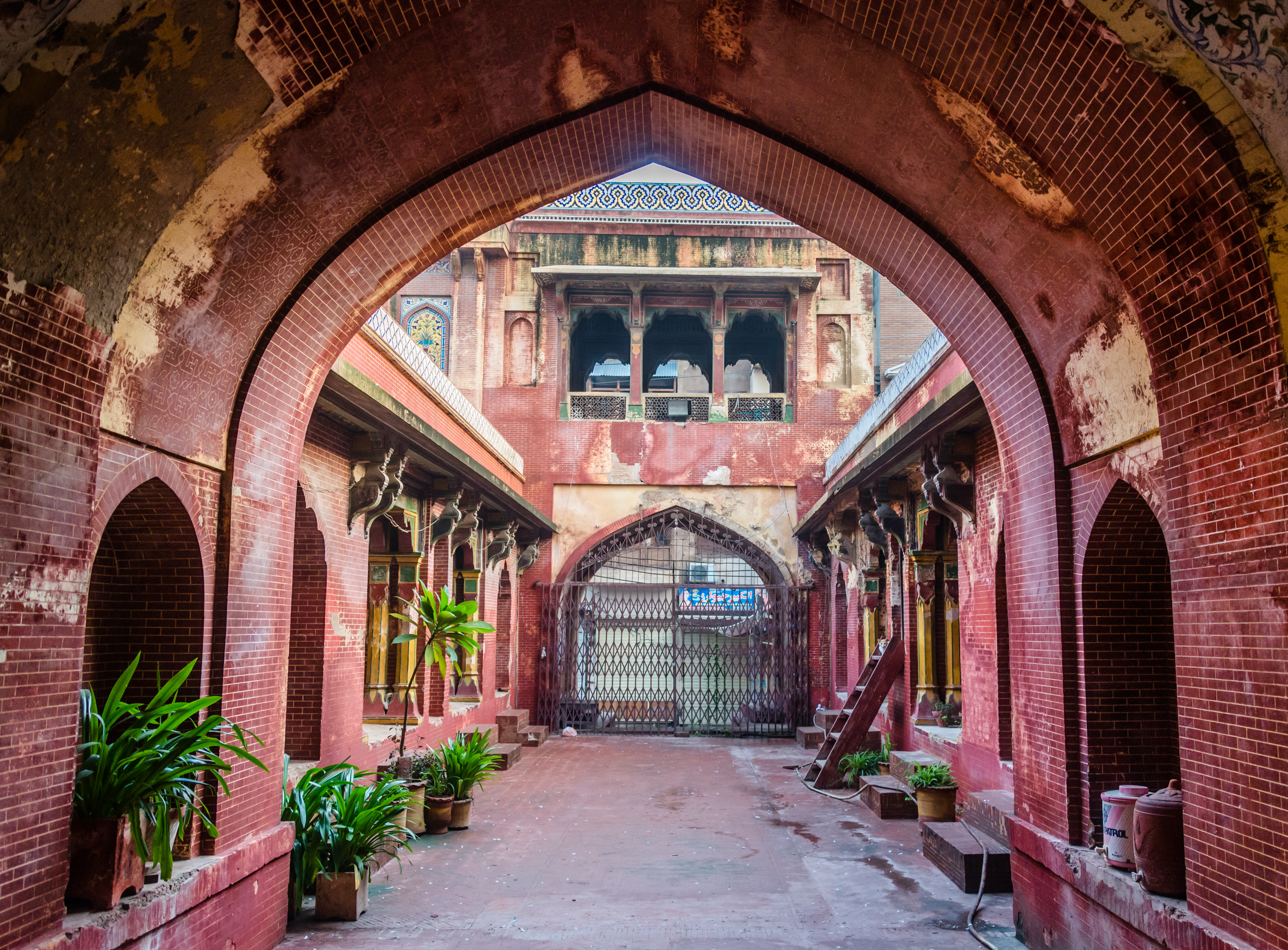
مسجد دارای چندین مغازه است که به بازار خطاطان معروف است.

## تاریخچه
ساخت و ساز این مسجد در دوران سلطنت امپراتور گورکانی، شاه جهان، در ۱۶۳۴ یا ۱۶۳۵ آغاز شد و در حدود هفت سال بعد به اتمام رسید. در اواخر ۱۸۸۰ جان لاکوود کیپلینگ پدر رودیارد کیپلینگ در مورد مسجد و عناصر تزئینی آن در مجله هنر هند نوشته‌است.محقق انگلیسی فرد هنری اندروز در سال ۱۹۰۳ نوشته‌است که مسجد رو به خرابی است.

## معماری
این مسجد بر روی یک صُفه اصلی ساخته شده و دروازهٔ اصلی آن رو به وزیر خان چوک (میدان وزیر خان) باز می‌شود. محیط بیرونی مسجد وزیر خان ۲۷۹ فوت (۸۵ متر)۱۵۹ فوت (۴۸ متر) و طول آن با گذرشاهی موازی است. این بنا با آجر و آهک ساخته شده است.

### عناصر تزئینی

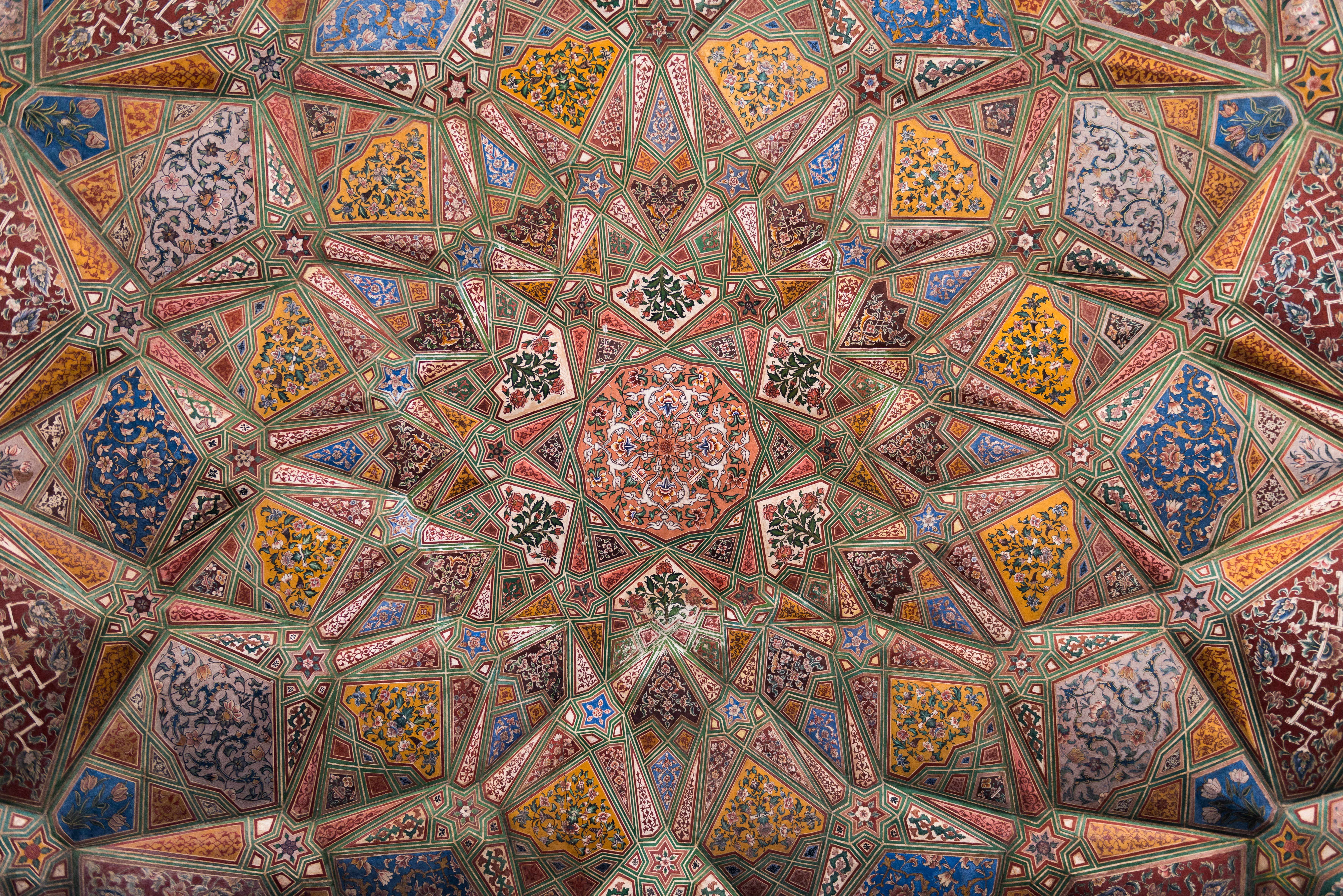
تقریباً در هر سطح داخلی از مسجد به شکل غنی تزئین شده‌است.

مسجد وزیر خان برای آرایه‌های استادانه‌اش که از مناطق مختلف تأثیر گرفته‌است معروف است، با اینکه دیگر آثار تاریخی در لاهور از دوره شاه جهان از کاشی-کاریهای پیچیده برخوردارند اما هیچ‌کدام قابل قیاس با مسجد وزیر خان نیستند.

#### کاشی کاری
آجر نمای رو به بیرون مسجد با کاشکی کاری‌ها سبک ایرانی پوشانده شده‌اند نمای رو به حیاط هم غنی از نقوش و الگوهایی است که تأثیرات قوی از ایران قرن هفدهم را به نمایش می‌گذارند. رنگ‌های مورد استفاده به سبک ایرانی عبارتند از: لاجوردی، فیروزه‌ای، سفید، سبز، نارنجی، زرد و بنفش در حالی که تأثیر نقوش شامل ستاره به شکل گل و انگور در معماری گورکانی دیده می‌شود این مسجد نیز نقوش سرو و درختان را هم دارد که اولین بار است که یک بنای گورکانی این تزئین را از ایران وام می‌گیرد.
نمای ورودی که رو به وزیر خان چوک است با کاشی‌کاری و خوشنویسی شامل آیات قرآن، احادیث، ادعیه برای پیامبر و سمبل‌های خوشنویسی استادانه تزئین شده‌است. در بالای ایوان ورودی اصلی شبستان آیاتی از  سورهٔ بقره دارد که حاجی یوسف کشمیری خوشنویس آن بوده‌است.

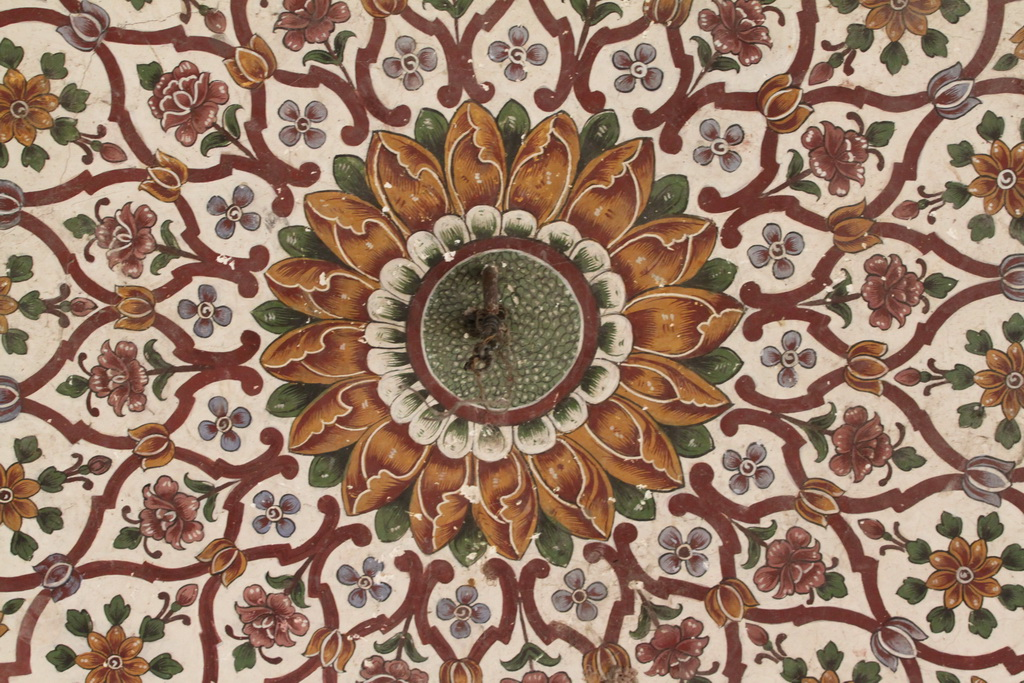
نقاشی‌های دیواری گورکانی از ویژگی‌های ممتاز این مسجد هستند.

#### تزئینات معماری

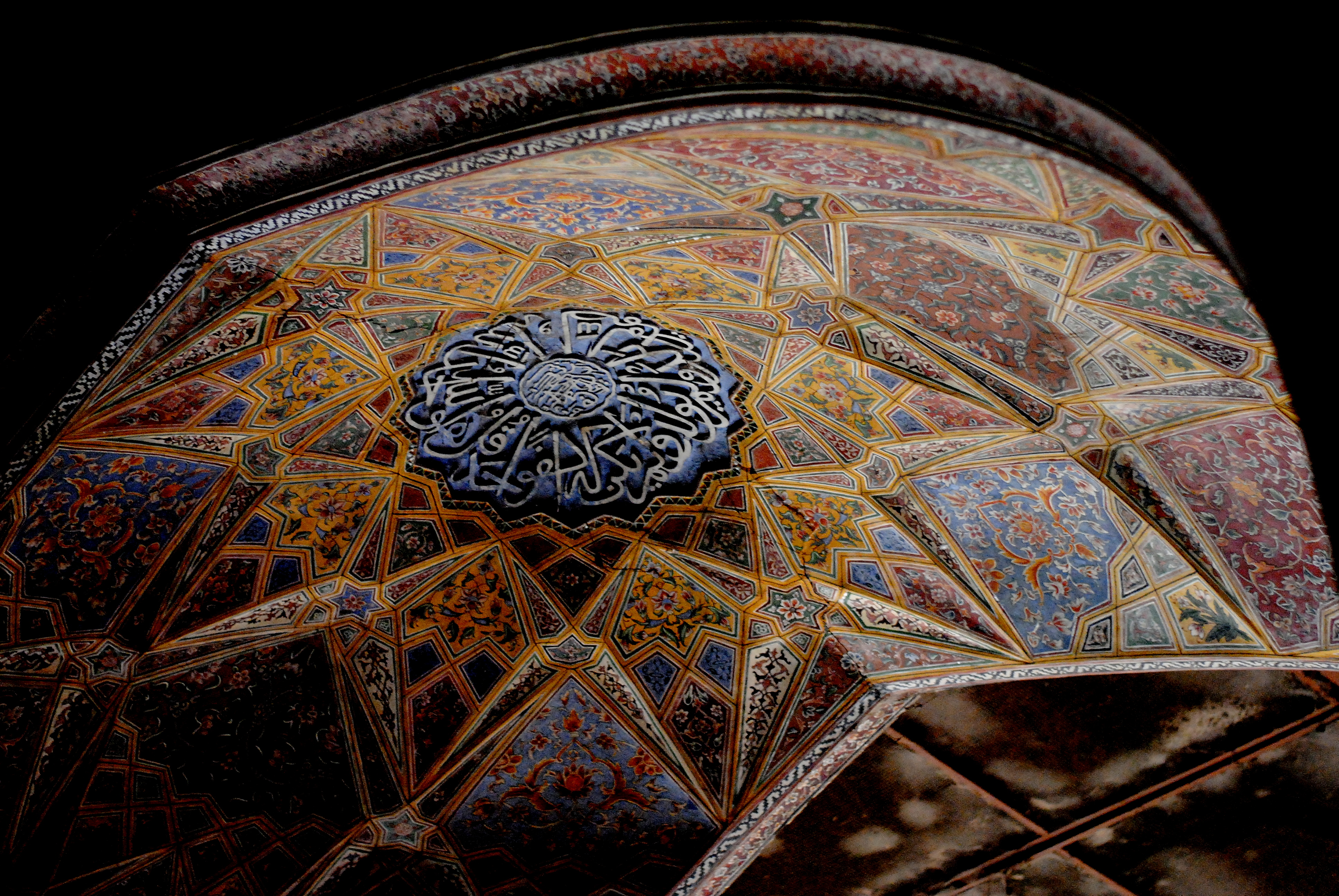
چند طاق از مسجد با مقرنس تزئین شده‌اند.

تو رفتگی قوس در دیوار ورودی مسجد که رو به وزیر خان چوک است با نقوش گل و طرح‌های غنی تزئین شده‌است و یکی اولین نمونه‌های مقرنس در لاهور، در اینجا دیده می‌شود. مقرنس عنصری در معماری است که در الحمرا در اسپانیا و همچنین در چندین مسجد در ایران وجود دارد.

## طرح

### ورودی

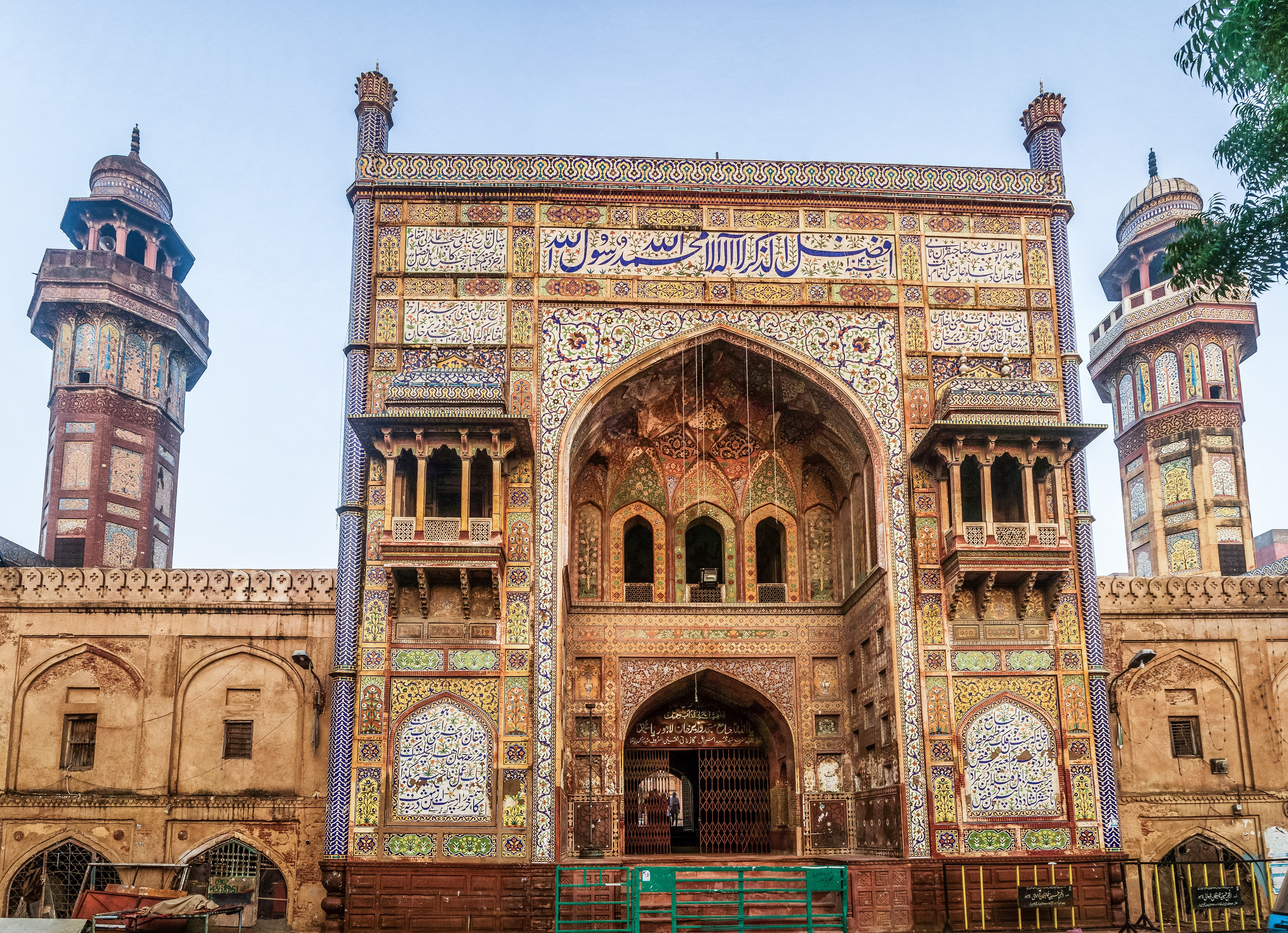
ورودی مسجد شامل یک ایوان بزرگ است که به میدان کوچک وزیرخان چوک باز می‌شود.

ورودی مسجد یک دروازه بزرگ به سبک تیموری است که به میدان کوچک شهری باز می‌شود. ایوان دارای دو بالکن کوچک است. بالای ایوان به عربی شهادتین نوشته شده‌است. دو طرف ایوان هم با کاشی کاری در هم پیچیده دو رباعی به فارسی به خط محمدعلی خوشنویس که شاگرد میان میر بود نوشته شده‌است.

### حیاط

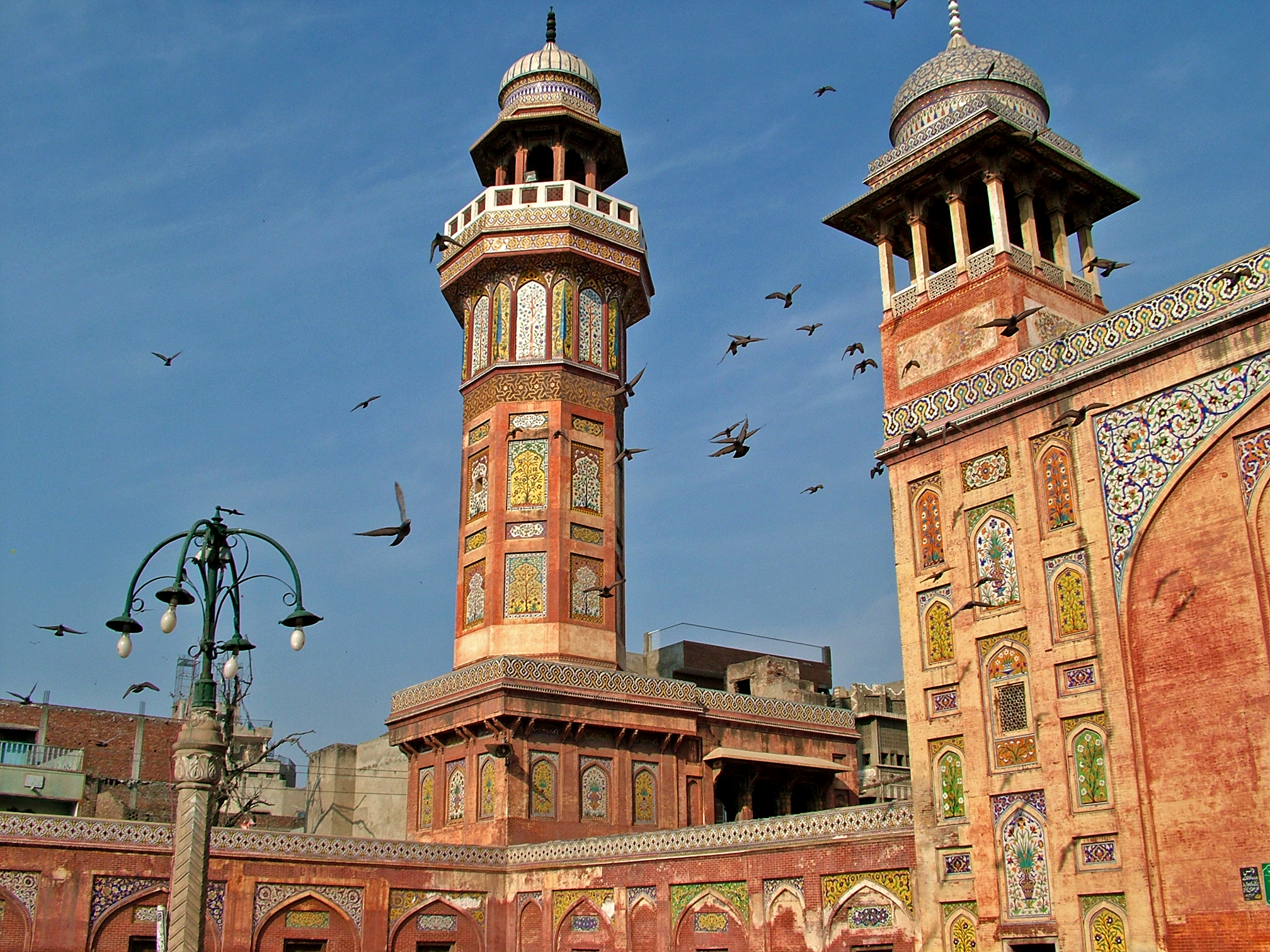
نمای جنوبی مسجد.

بعد از عبور از دروازه و هشتی، حیاط قرار دارد. حیاط ۱۳۰ فوت در ۱۶۰ فوت است، دورتادور حیاط رواقی قوس دار وجود دارد و سطح حیاط از آجر پوشیده شده‌است که از ویژگی‌های معماری ایرانی مساجد است.

### شبستان اصلی

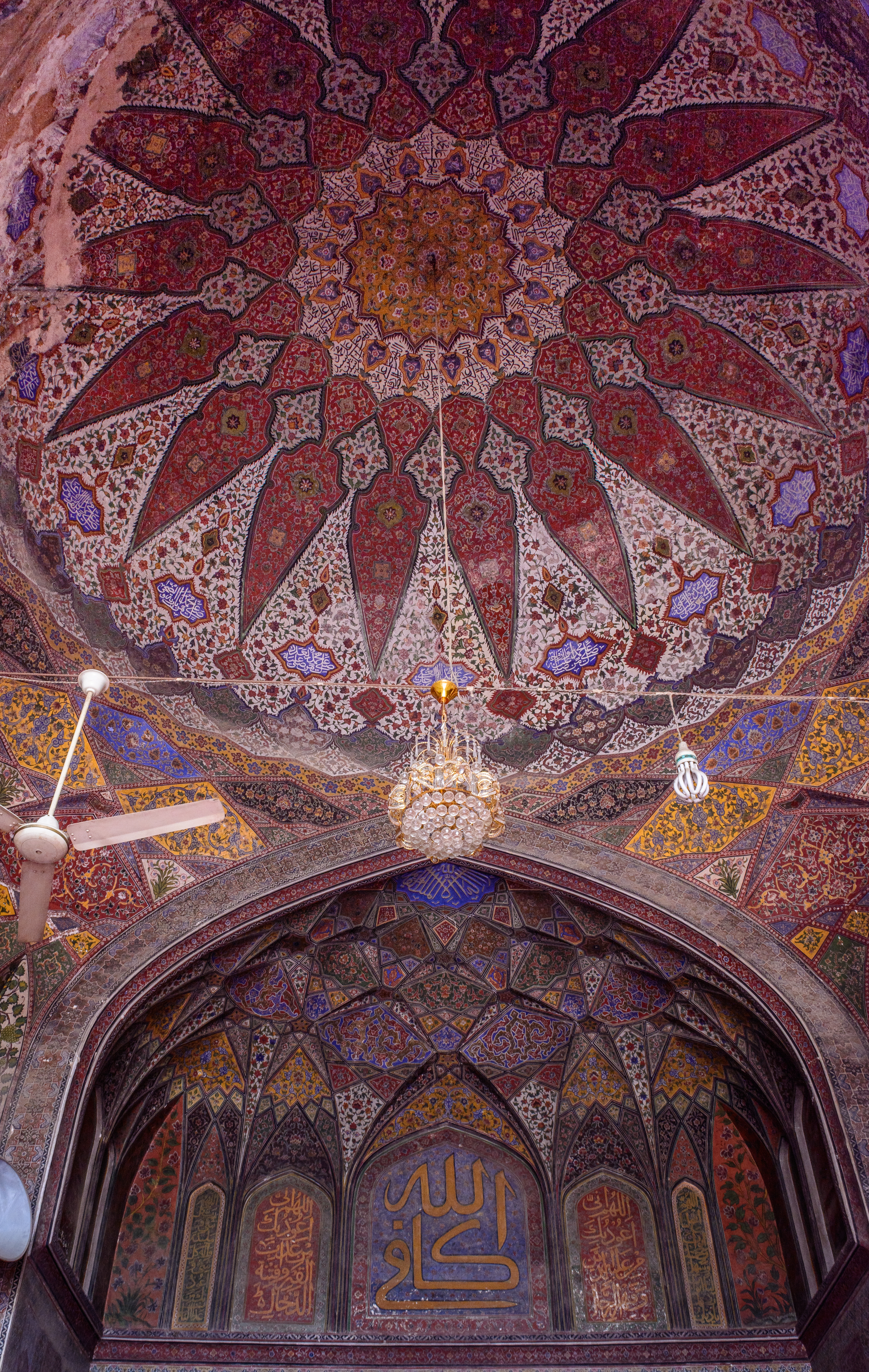
گنبدخانه اصلی که با نقاشی پوشانده شده‌است.

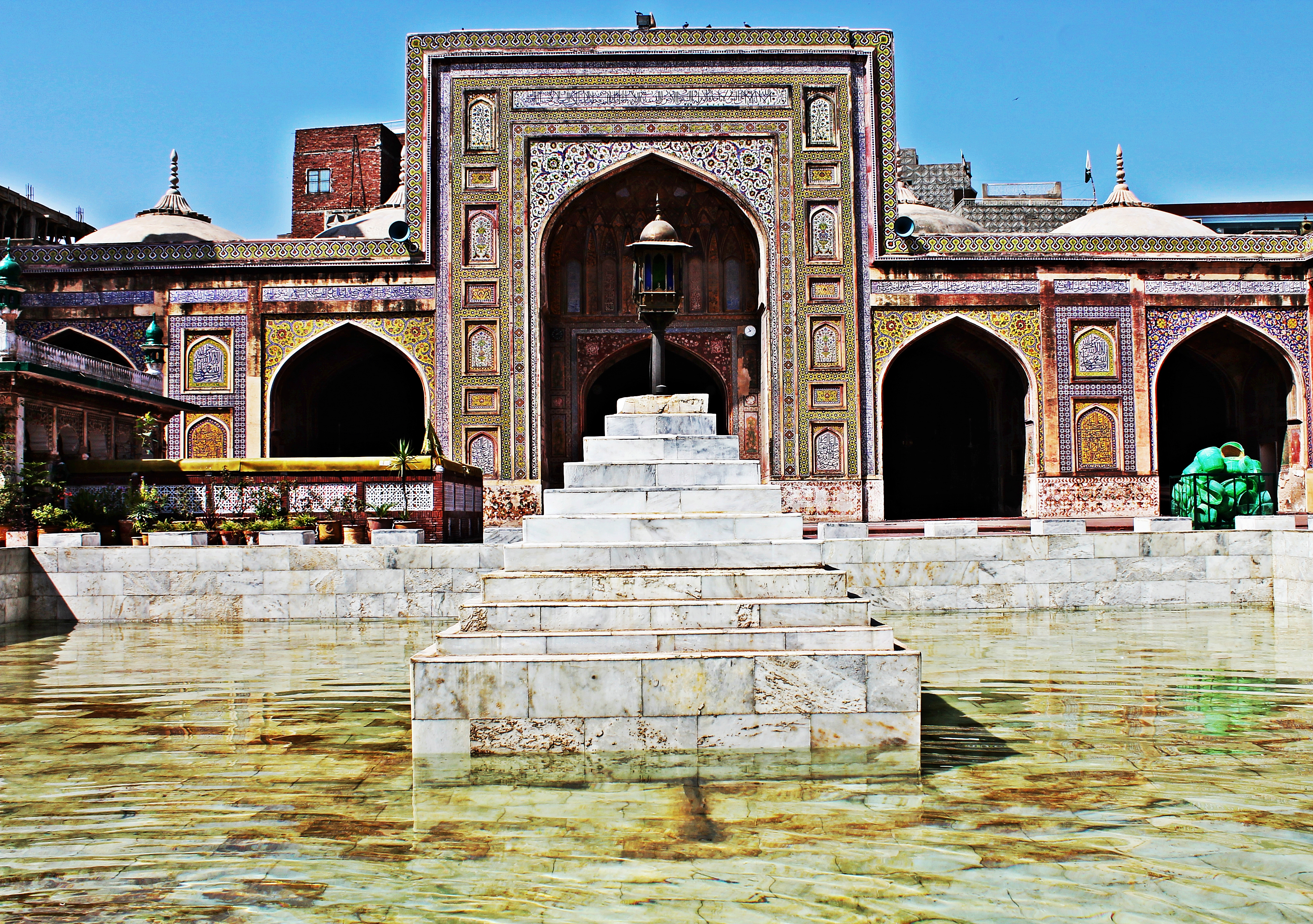
ایوان اصلی شبستان رو به حوض مرکزی باز می‌شود.

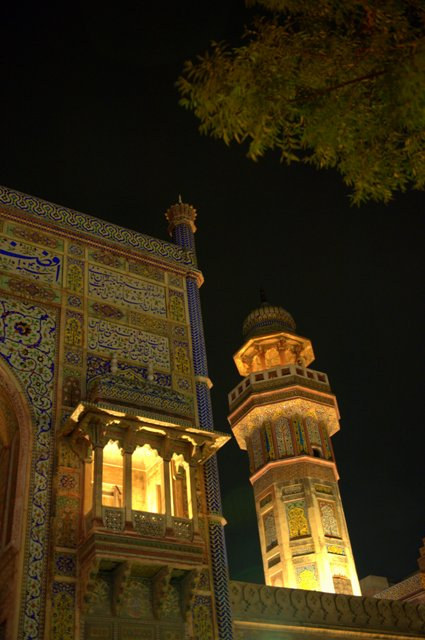
این مسجد در حال حاضر در شب نورپردازی می‌شود

شبستان اصلی مسجد در غربی‌ترین قسمت از سایت است و حدود ۱۳۰ فوت طول و ۴۲ فوت عرض است. این قسمت به پنج بخش تقسیم شده راهرو طولانی اصلی شمال به جنوب اجرا شده که شبیه به شبستان مسجد مریم زمانی بیگم است.
بخش مرکزی شبستان با یک گنبد به ارتفاع ۳۱ فوت با قطر فوت پوشیده شده‌است که بر چهار طاق استوار است که به شکل یک اتاق مربع شکل است که از عناصر معماری ایرانی به اسم چهار طاقی است. بقیه شبستان با گنبد به ارتفاع ۲۱ فوت و قطر ۱۹ فوت پوشیده شده که به سبکی شبیه به اوایل سلسله لودی ساخته شده‌است.  قسمت‌های شمالی و جنوبی نیز دارای اتاق‌های کوچکیست که با راه پله مارپیچ که به پشت بام می‌رسند.
دیوارهای داخلی شبستان نیز با خوش‌نویسی عربی و فارسی تزئین شده‌اند.
هر دیوار به قسمت‌های کوچک‌تر تقسیم شده و شامل موزاییک‌های منحصر به فرد است.

## نگارخانه

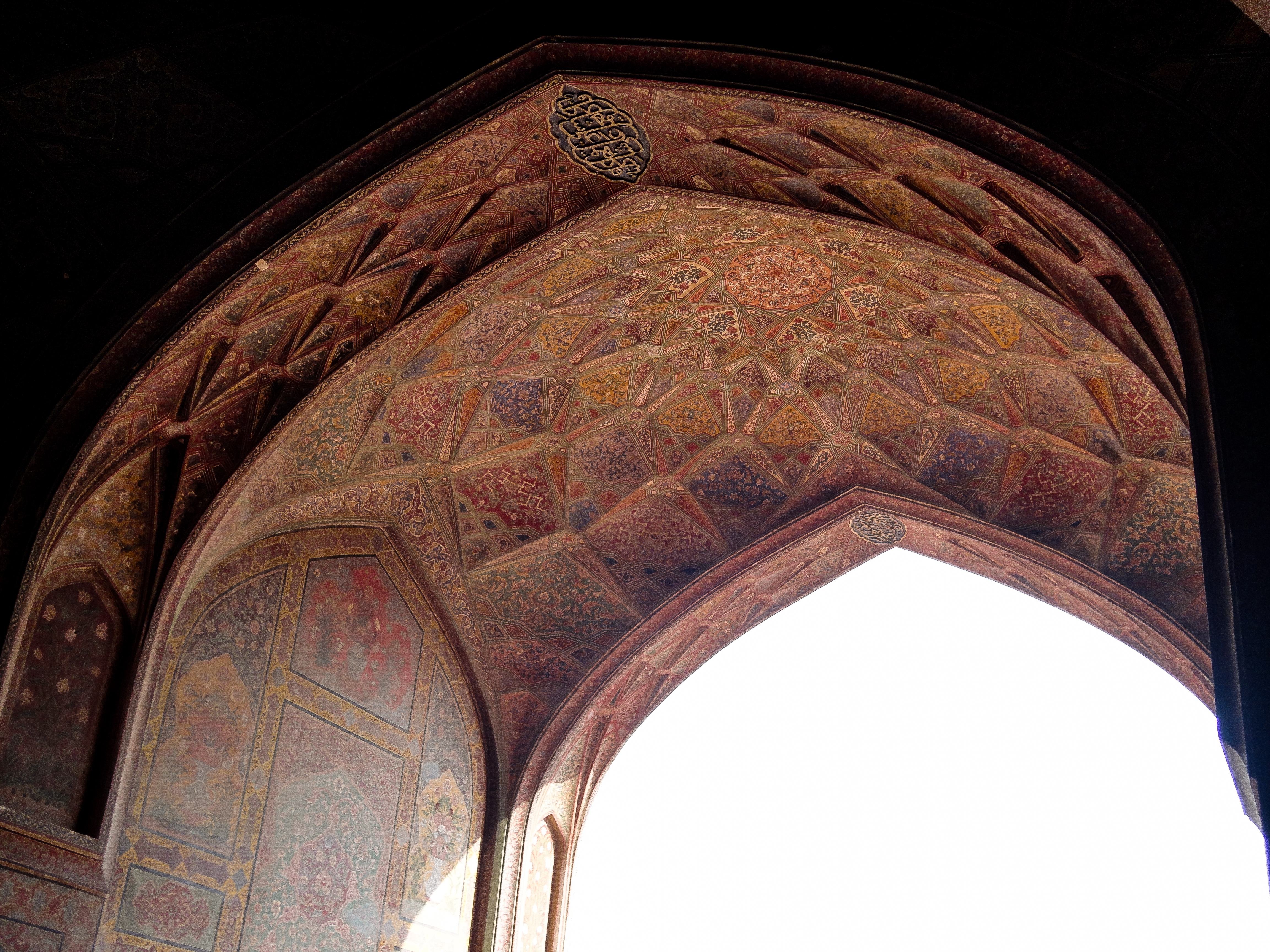
این مسجد یکی از اولین مقرنس‌های آسیای جنوبی را دارد.
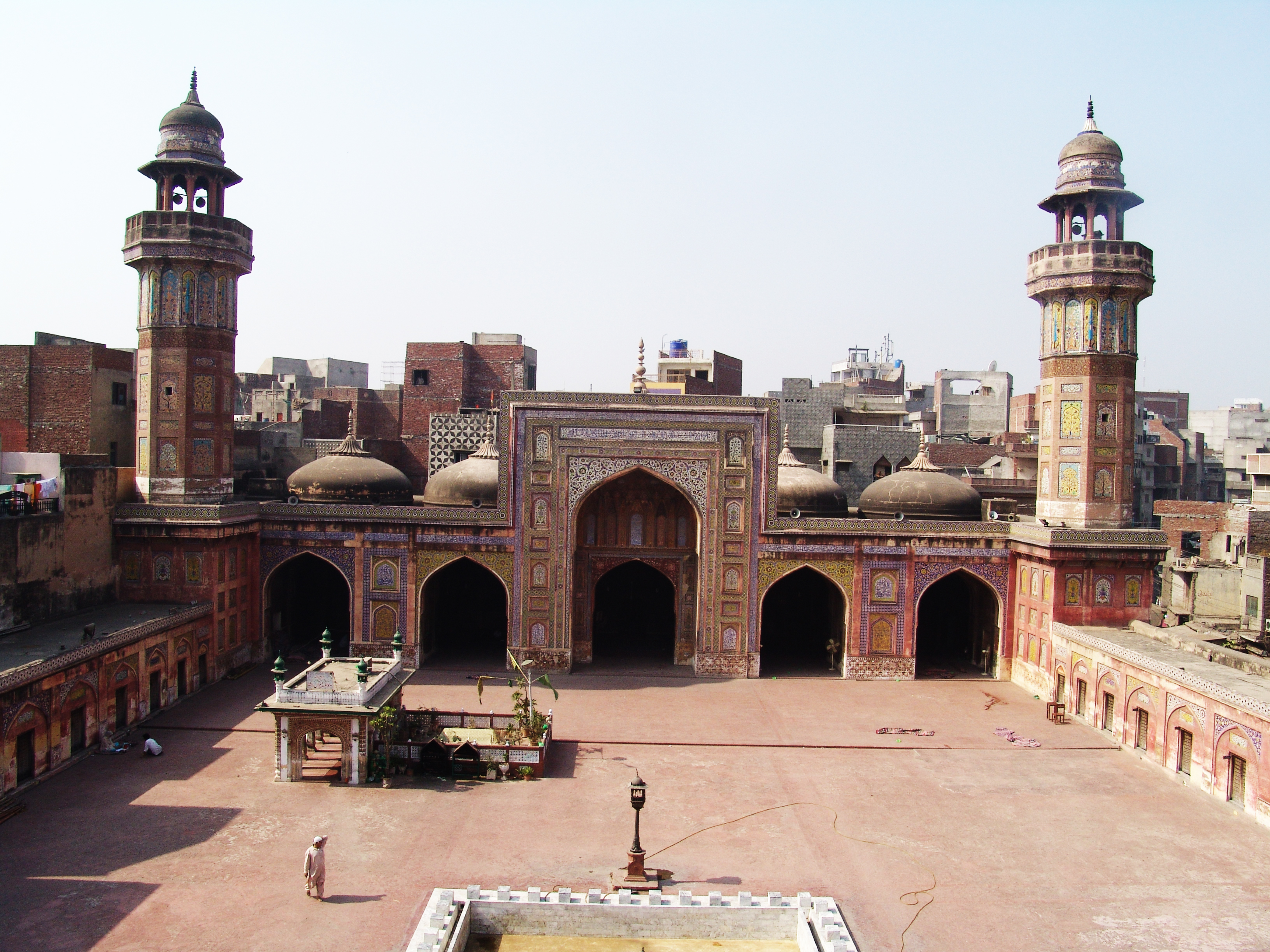
گنبدخانه
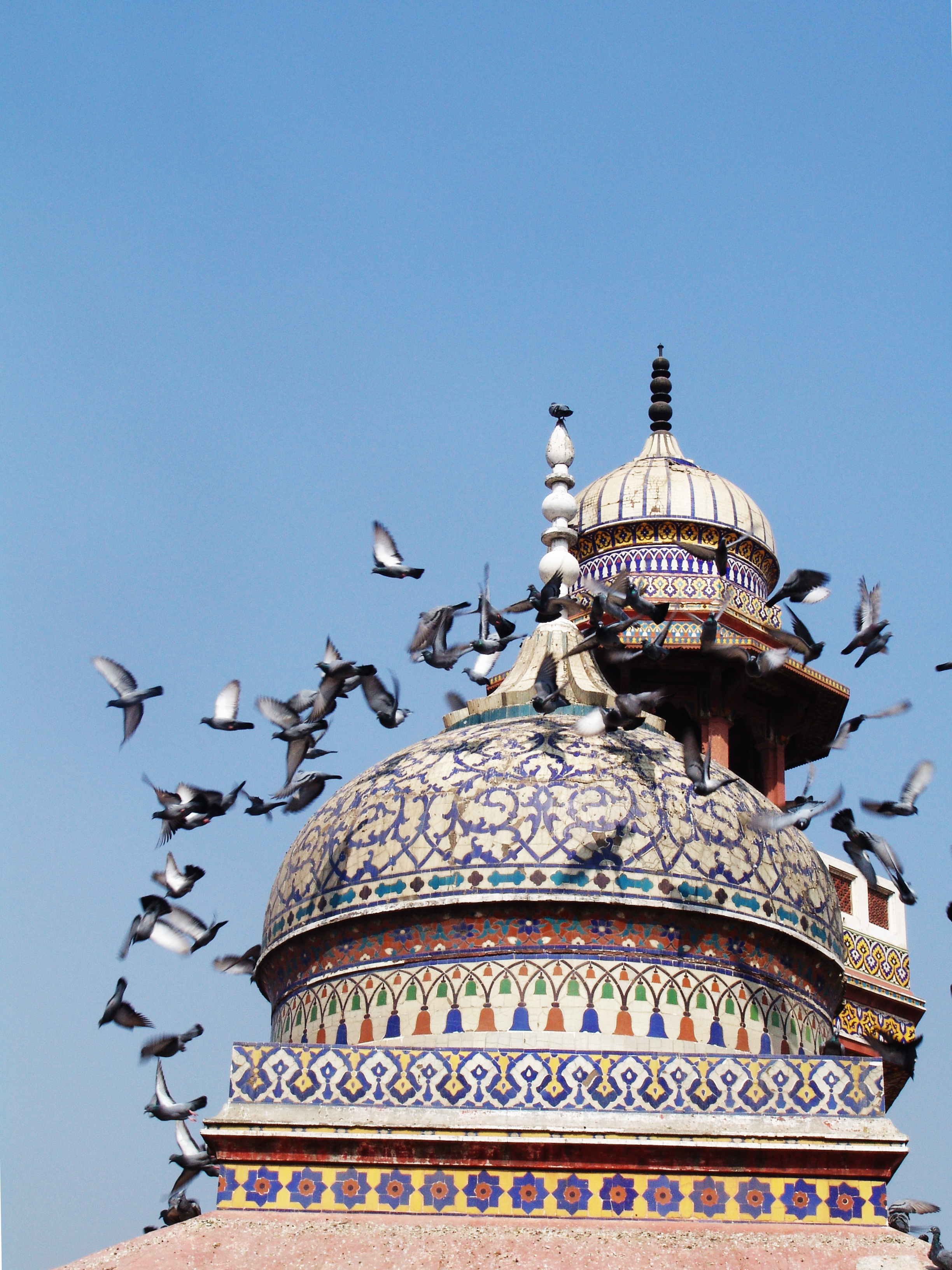
کاشیکاری گنبد
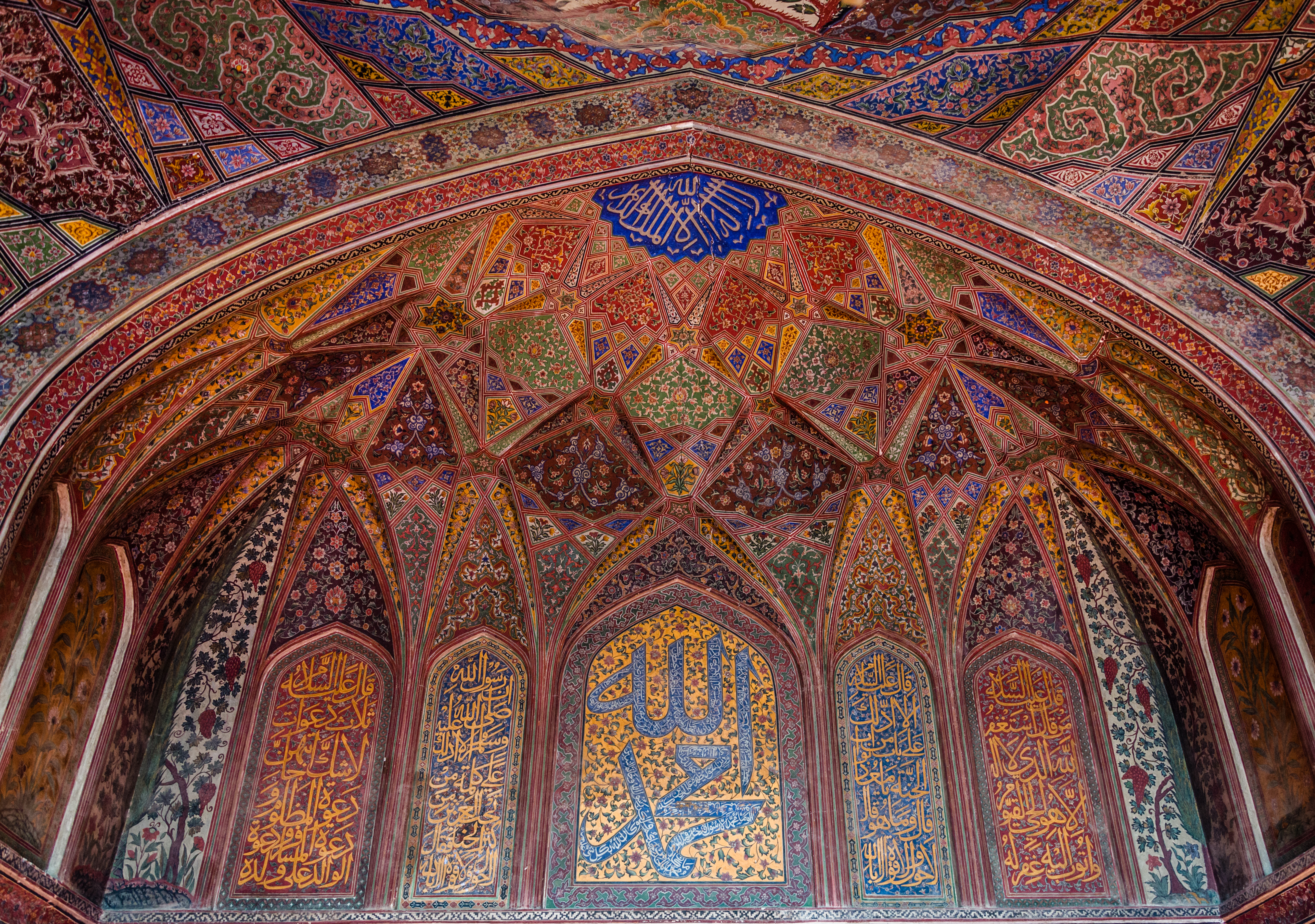
مقرنس‌های پیچیده
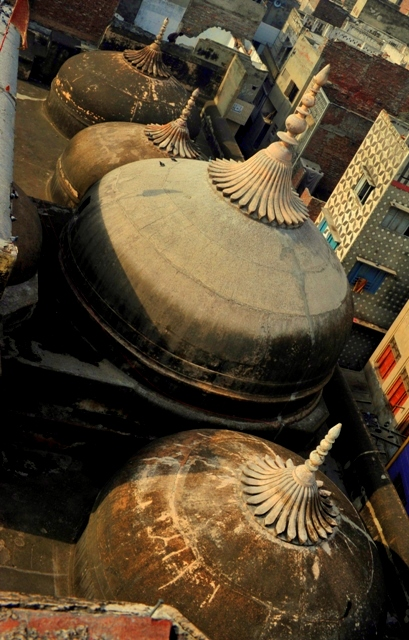
گنبدهای سبک لودی
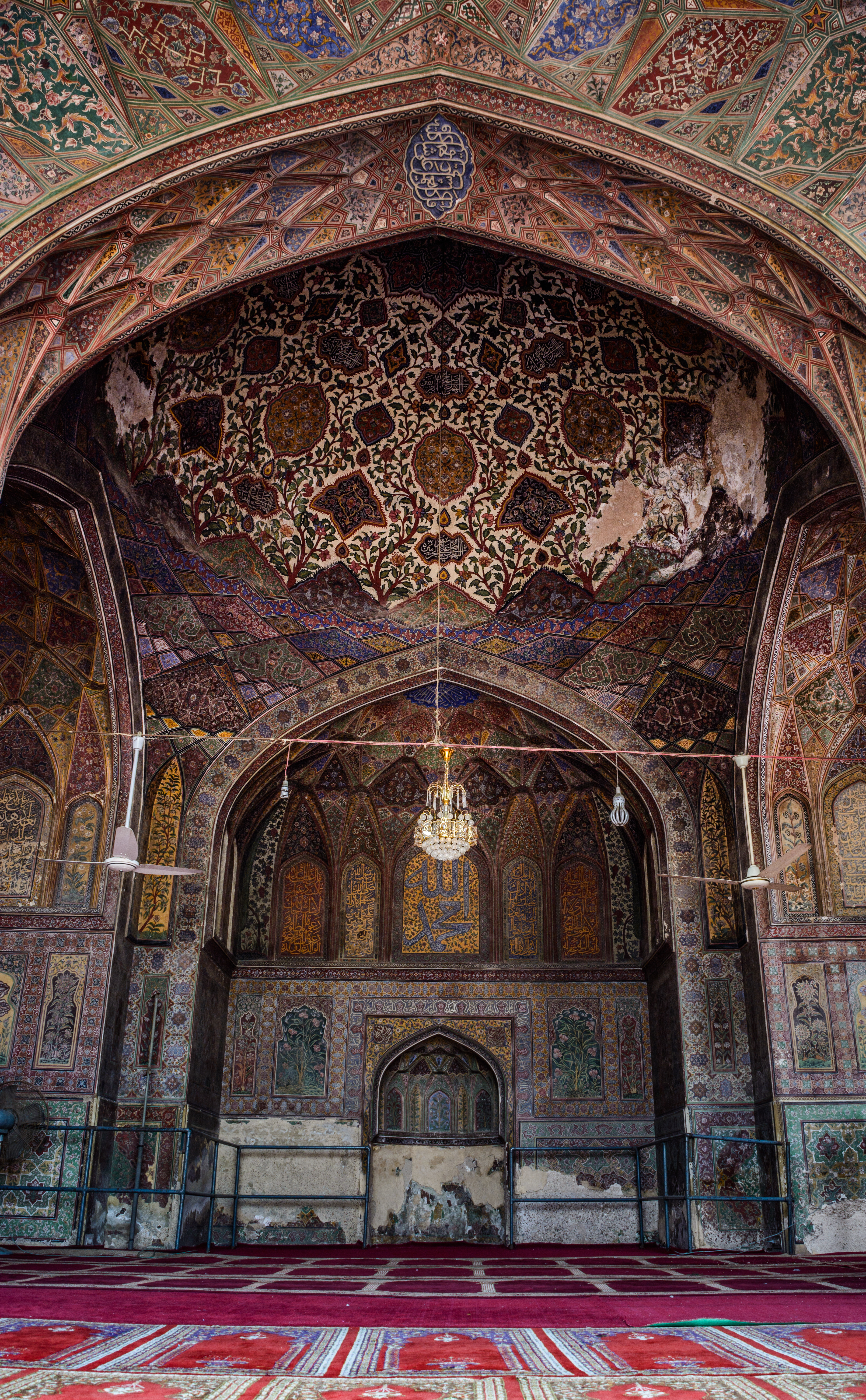
تزئینات داخلی
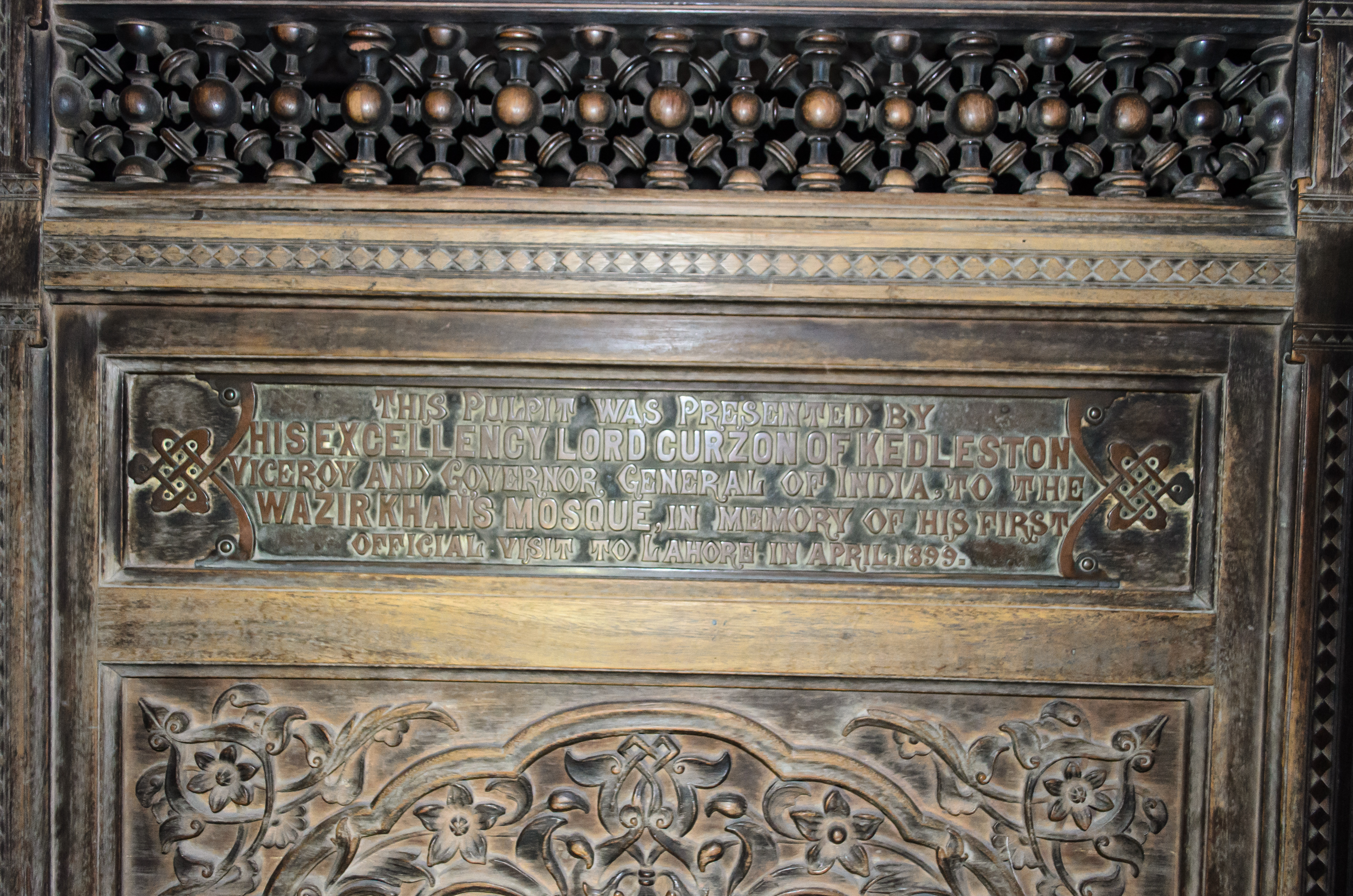
منبر مسجد از دورهٔ استعمار
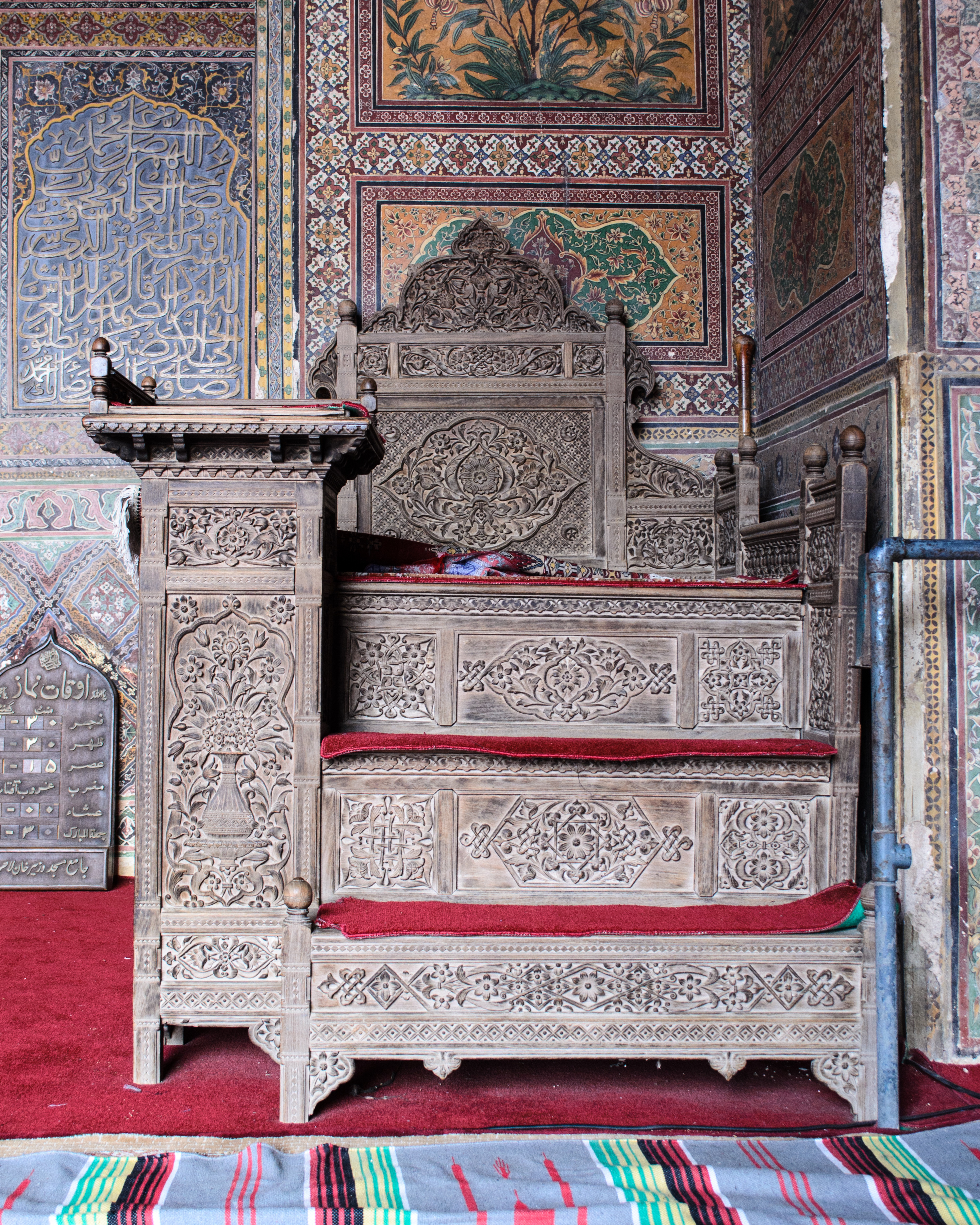
منبر مسجد
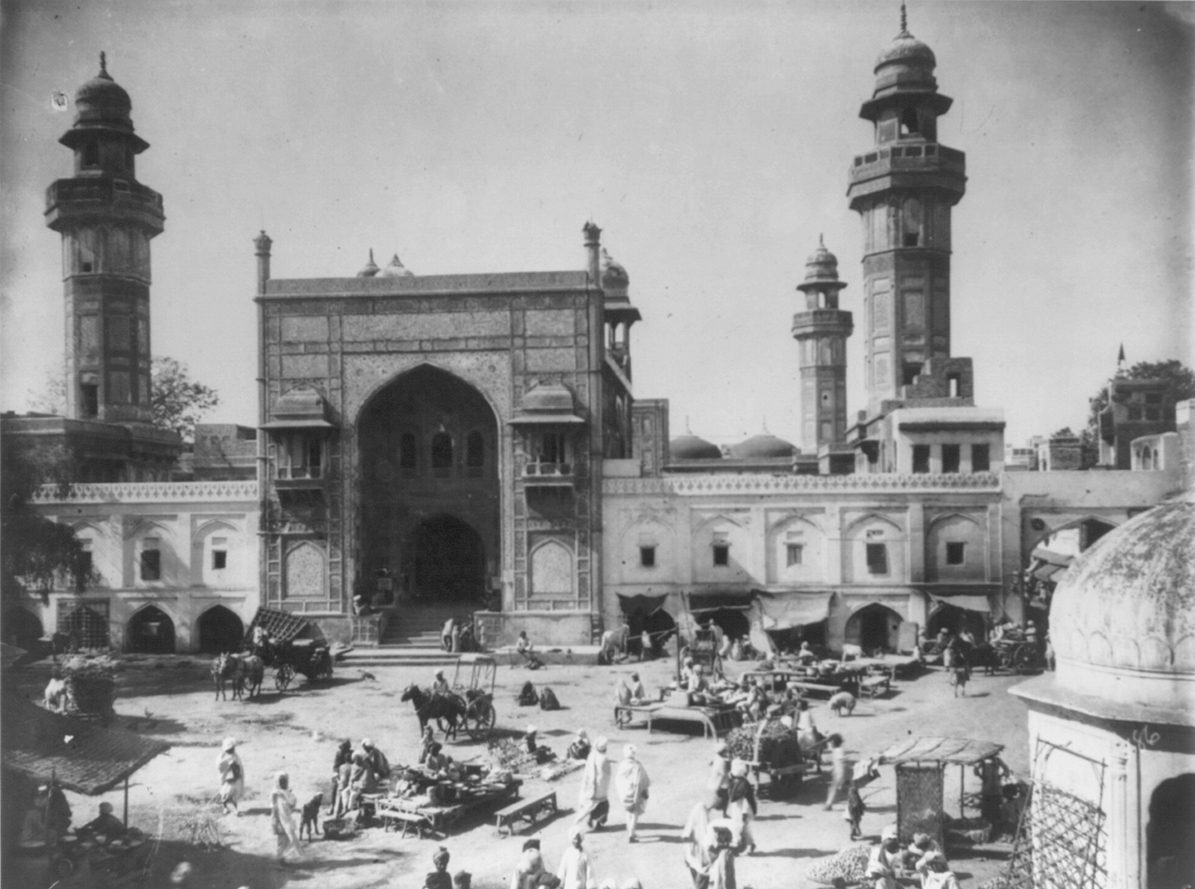
مسجد در سال ۱۹۸۵
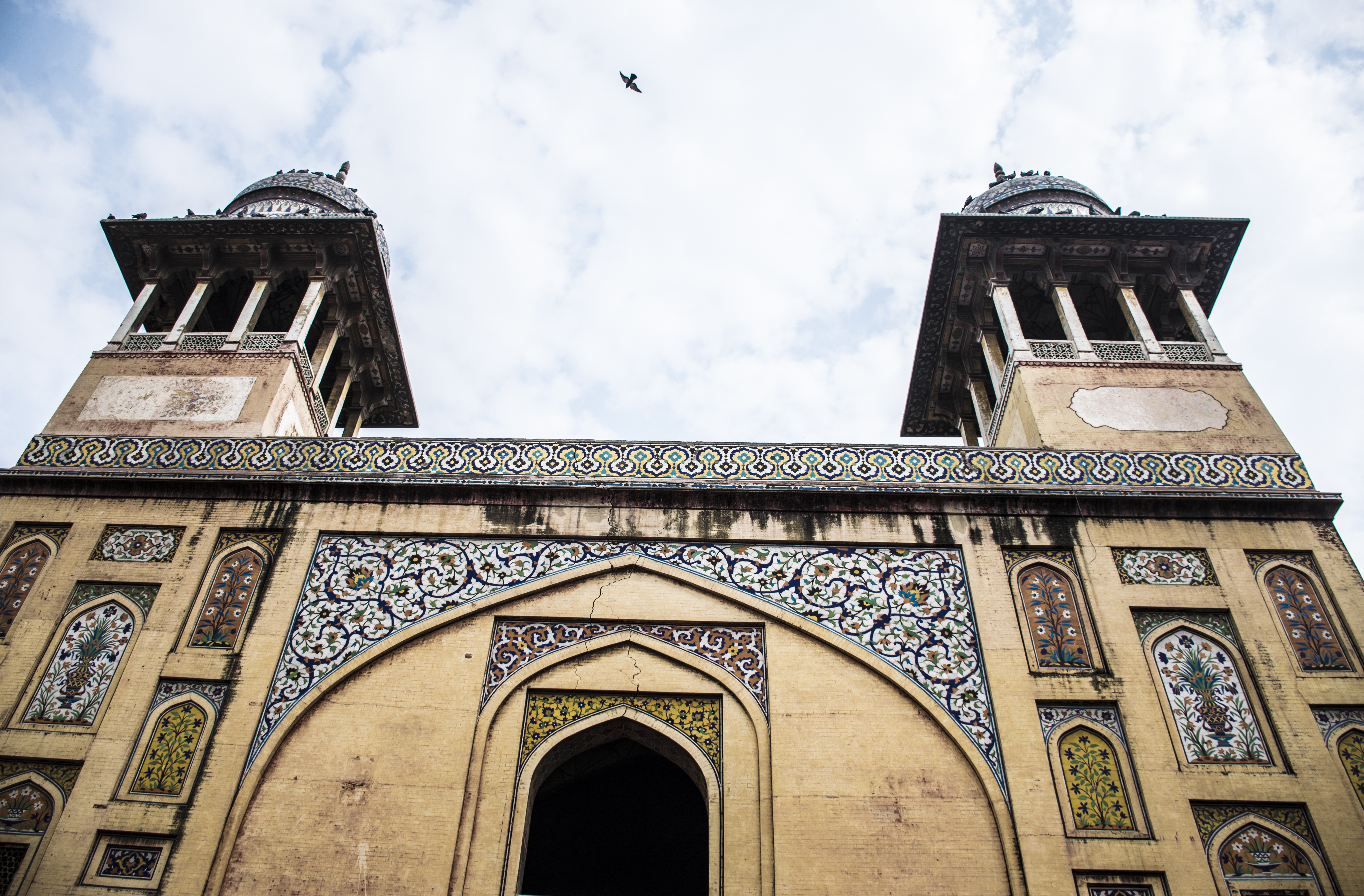
منظره ای از مسجد
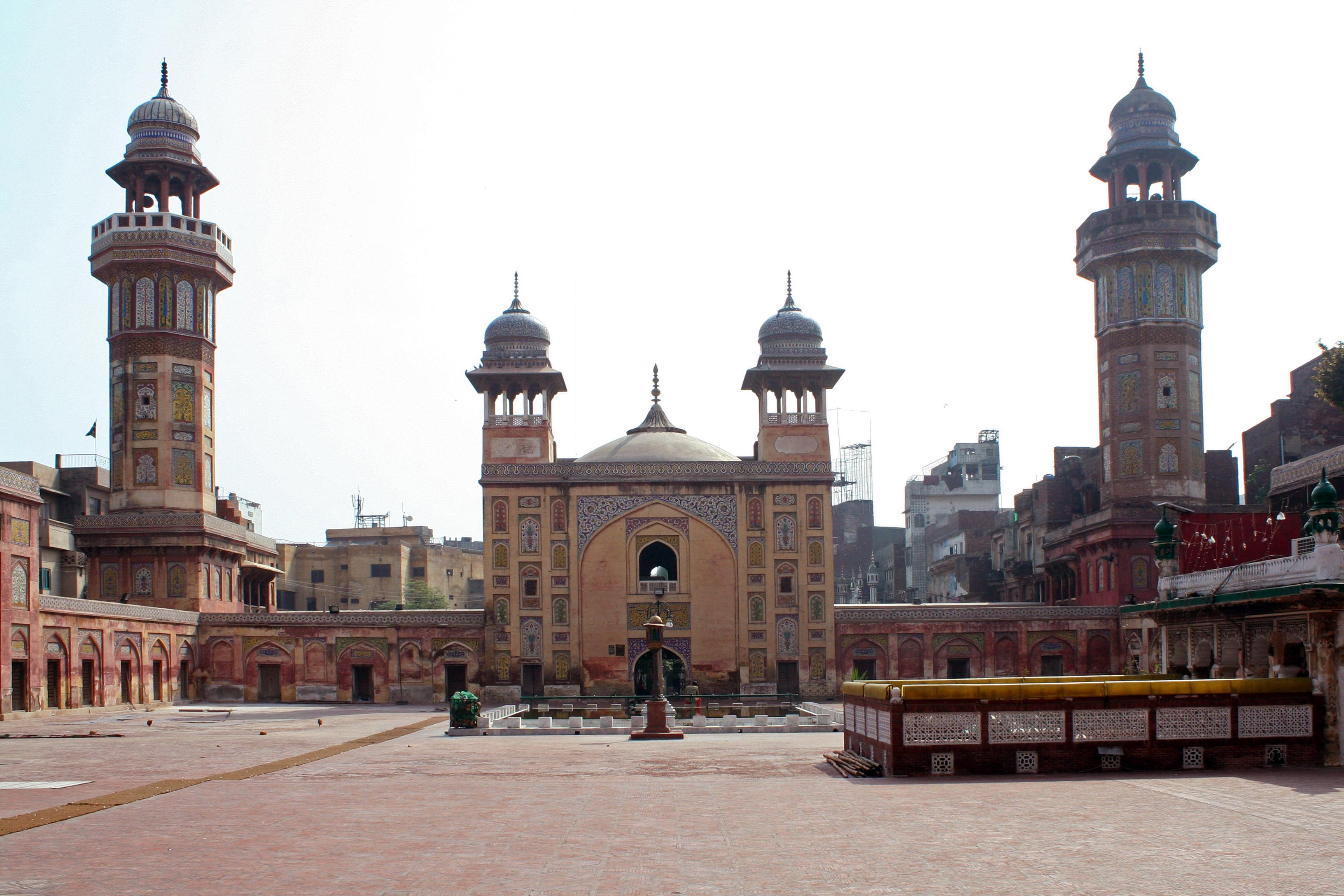
حیاط مسجد
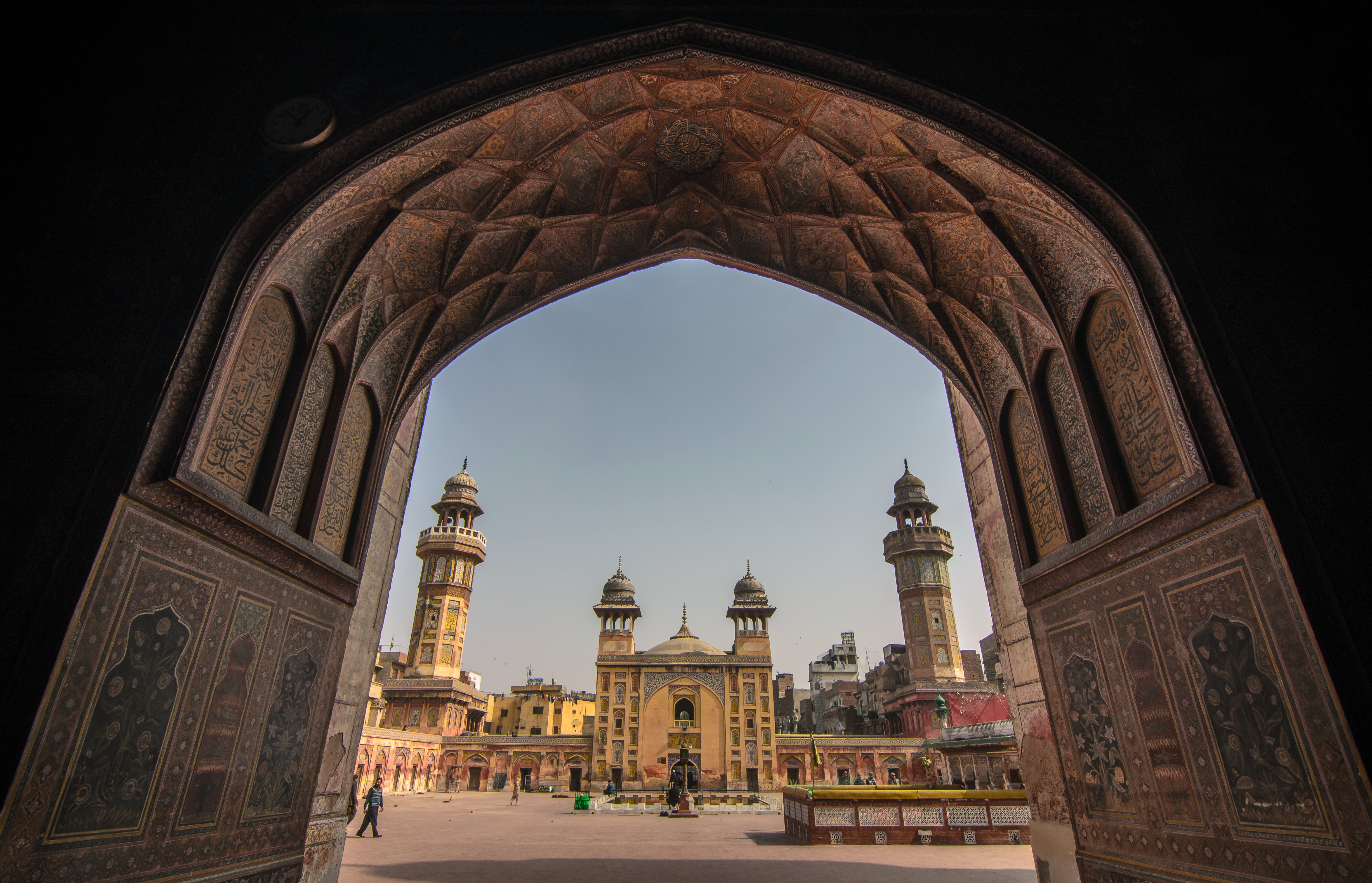
دید به مسجد از داخل یکی از قوس ها
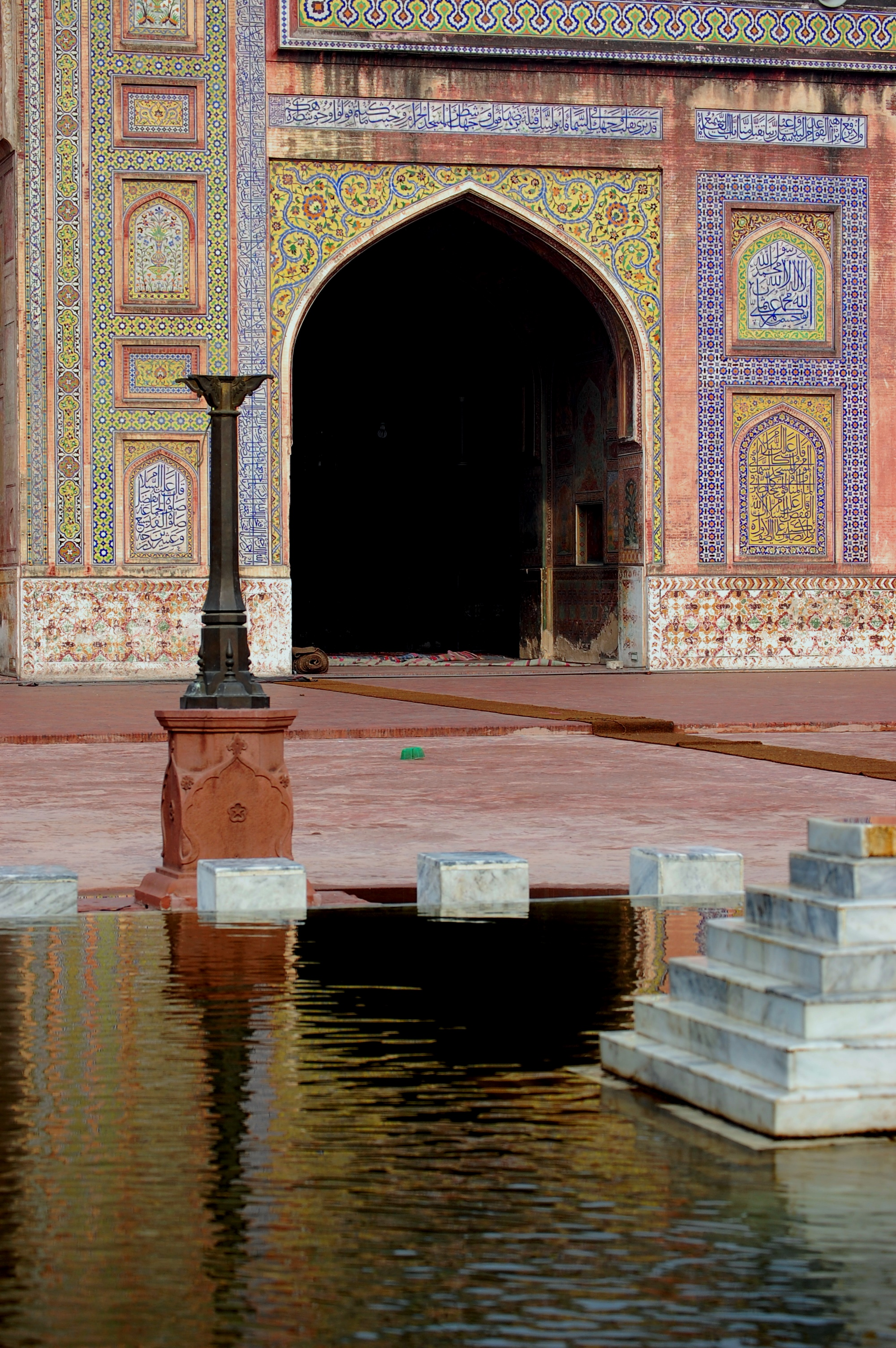
فوارهٔ داخل حوض.
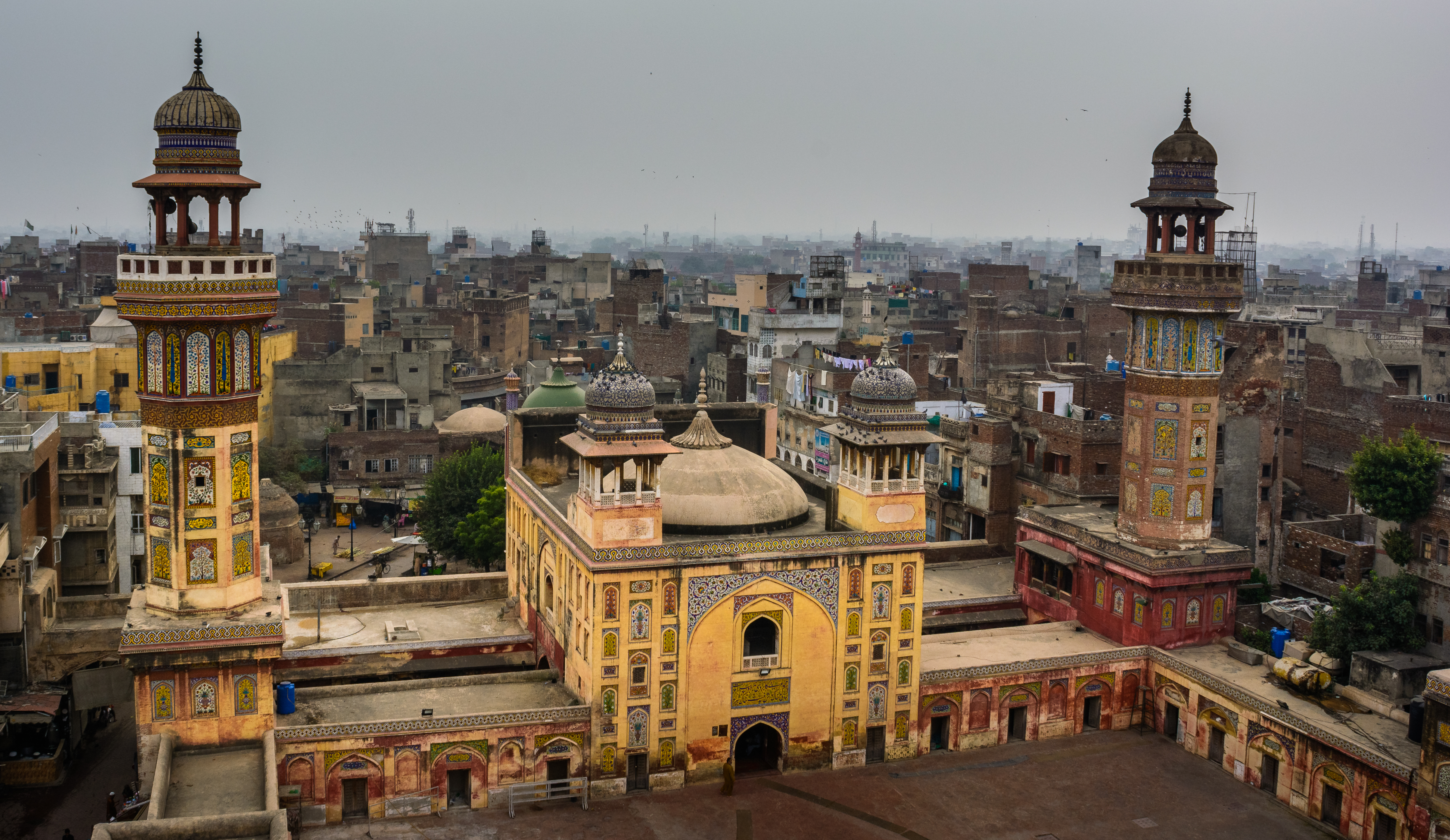
مسجد پس از باران
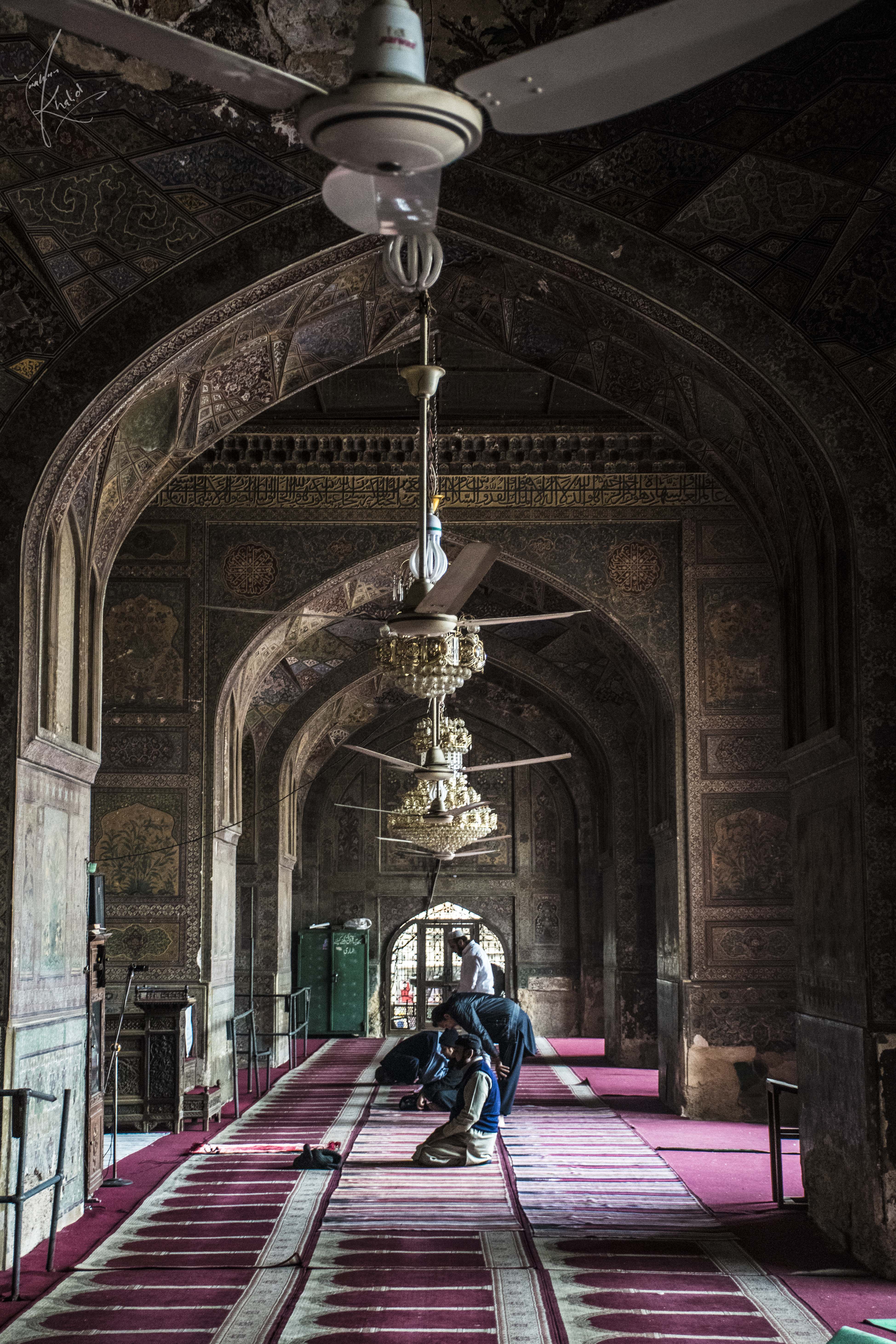
نمازگزاران در مسجد
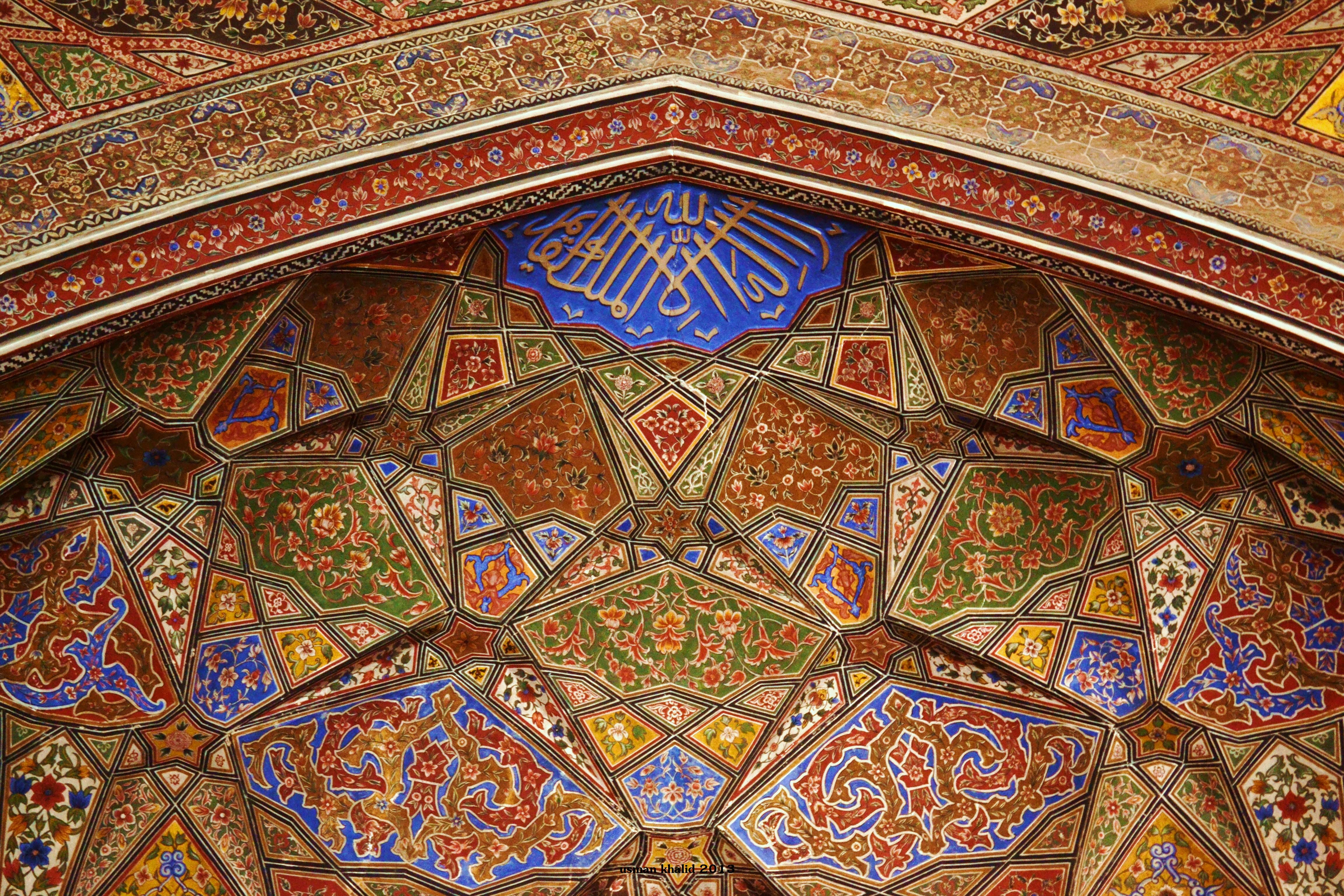
مقرنس
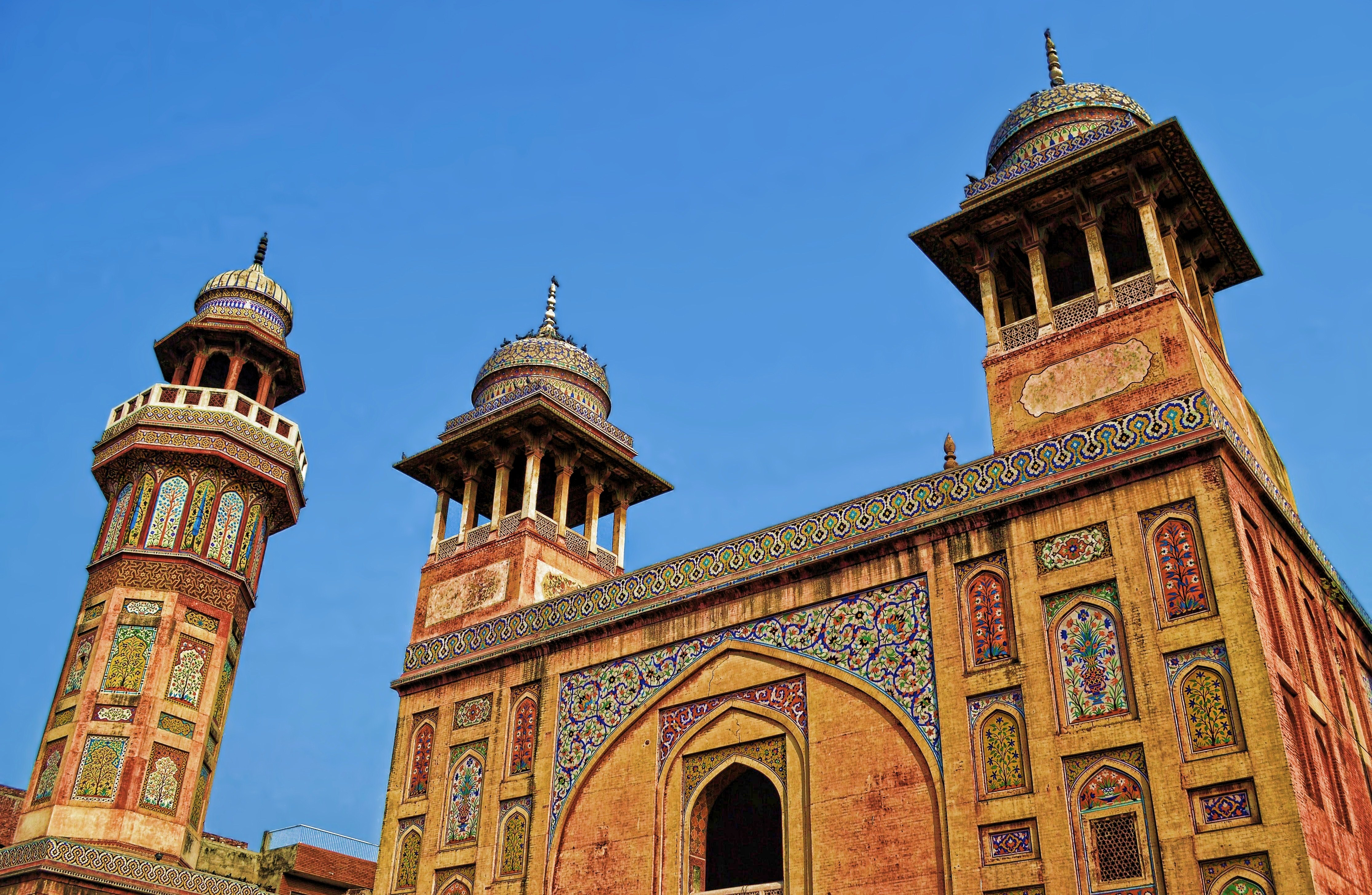
ورودی گنبدخانه
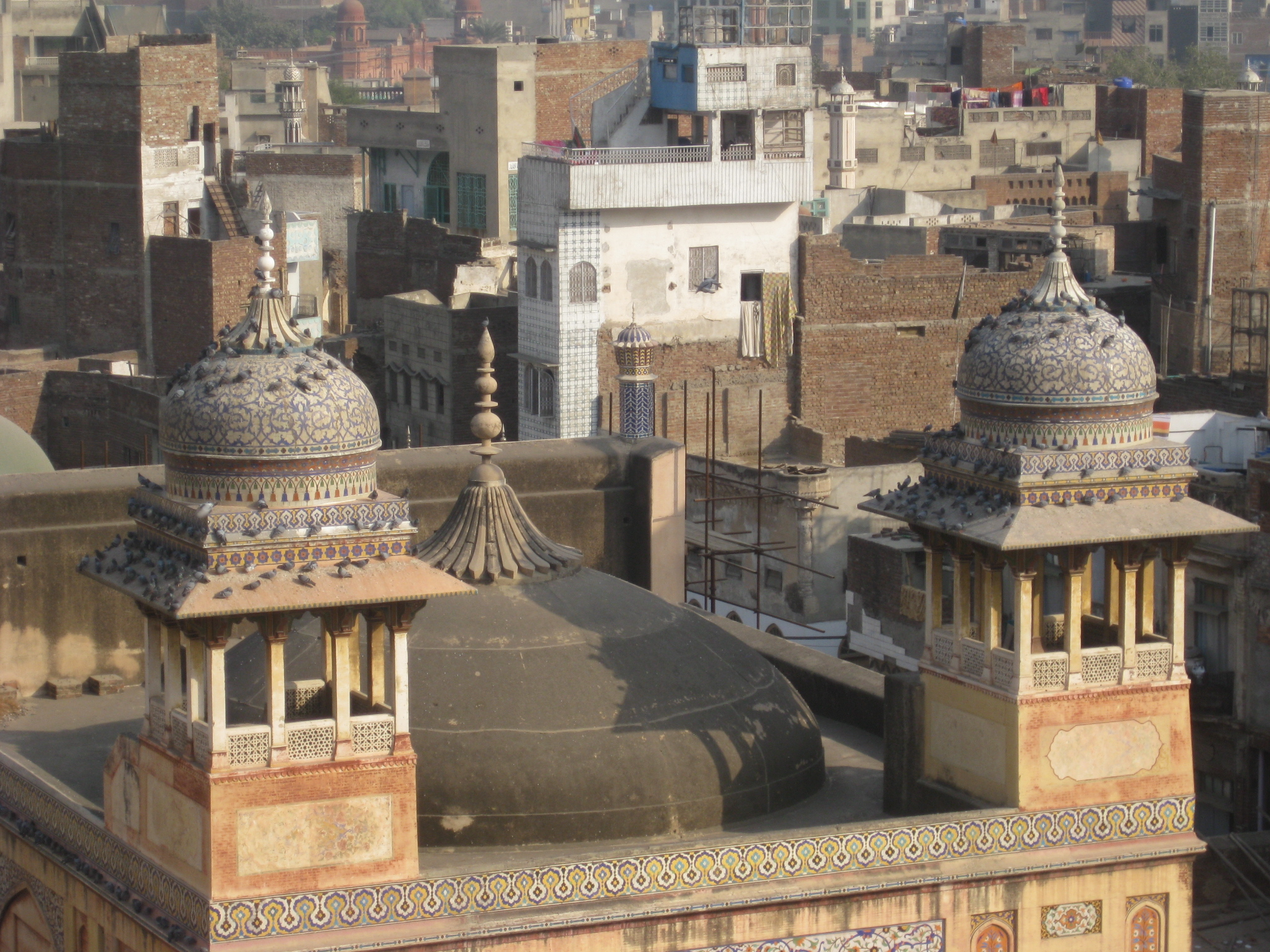
ورودی شبستان دو برج کوچک دارد.
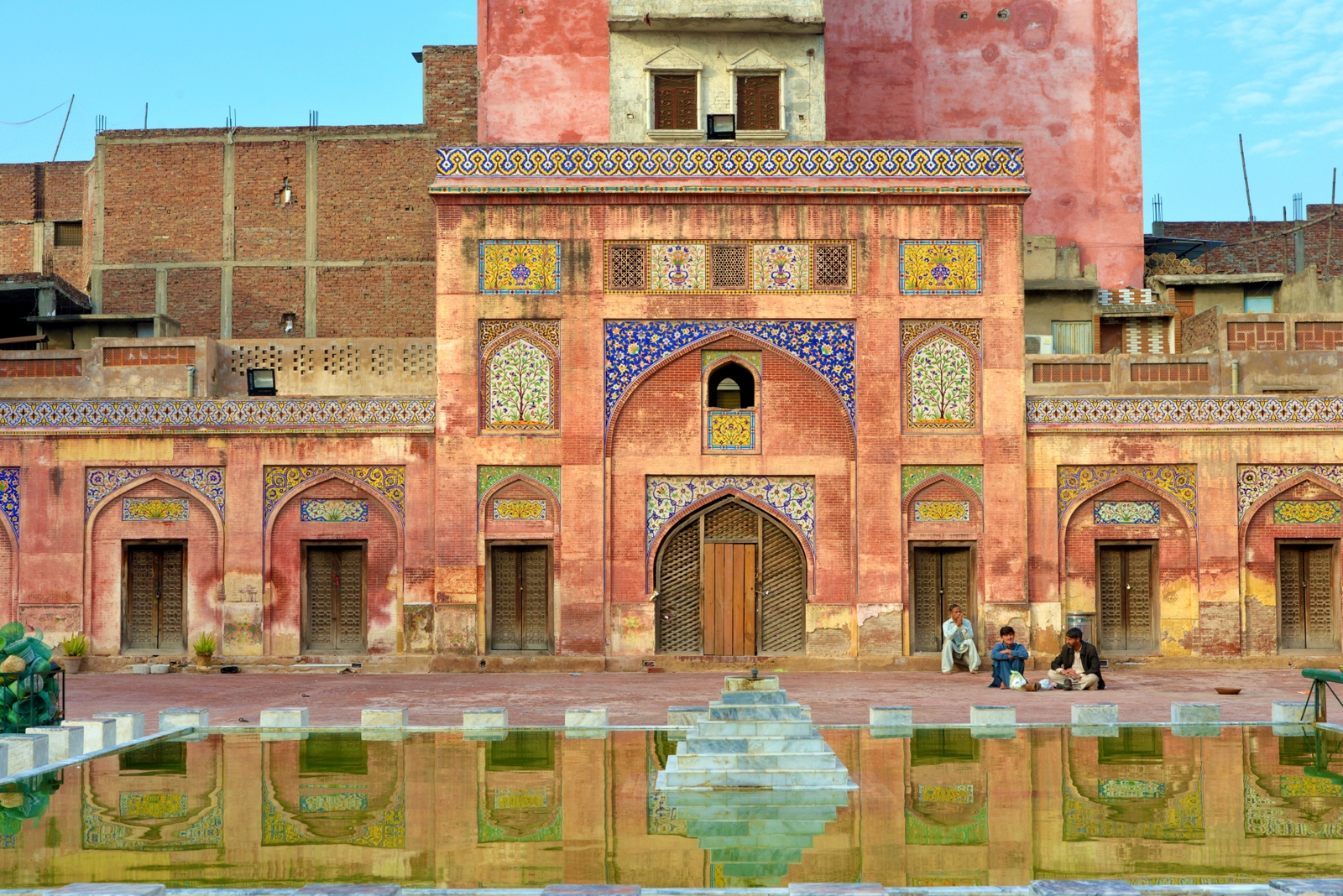
حوض آب برای وضو
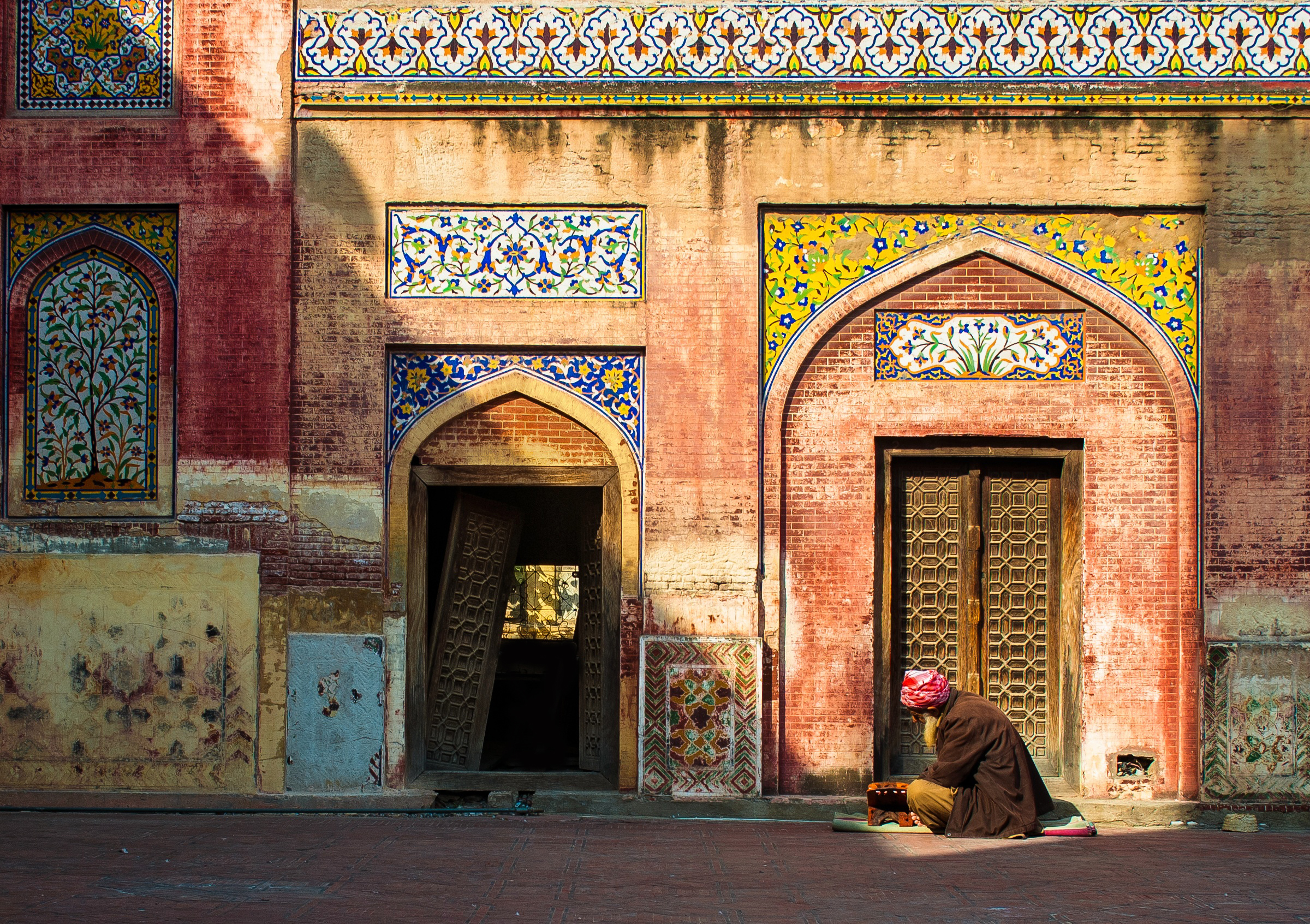
نمازگزاران در مسجد
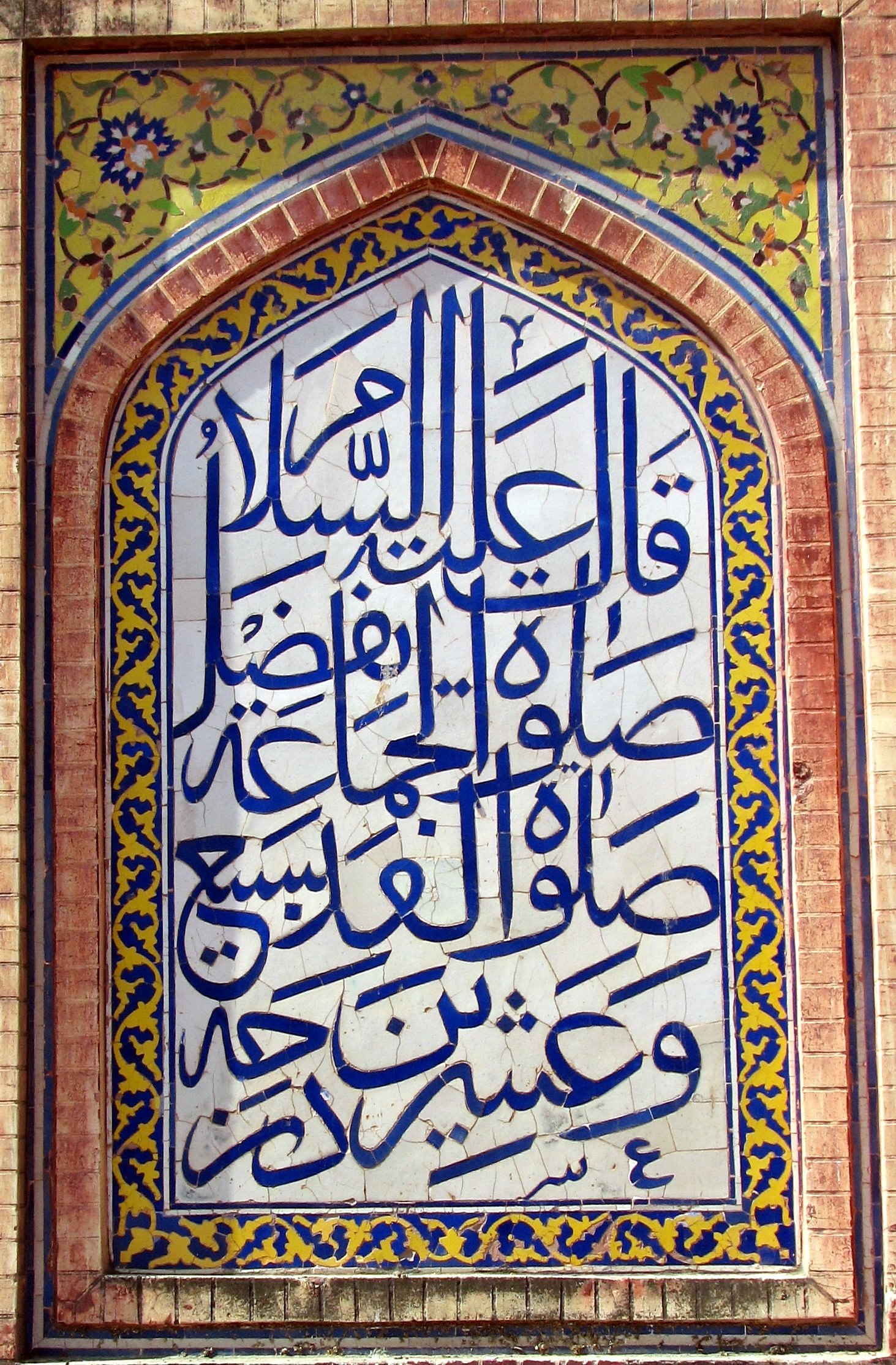
خوشنویسی عربی بر روی کاشیکاری لعابدار
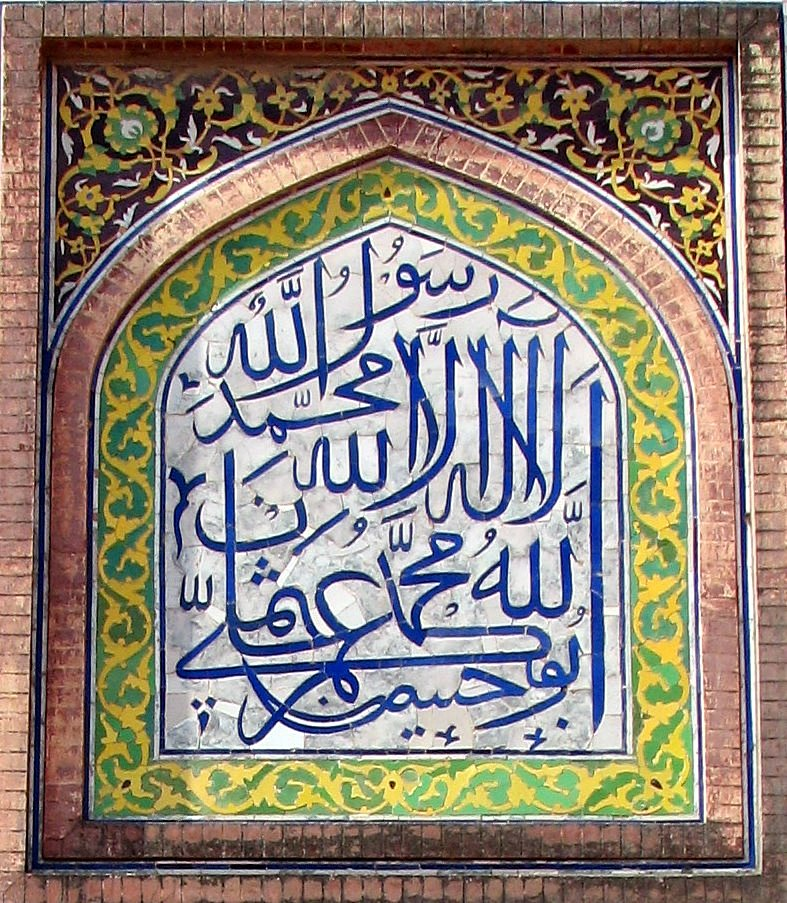
خوشنویسی عربی بر روی کاشیکاری لعابدار.
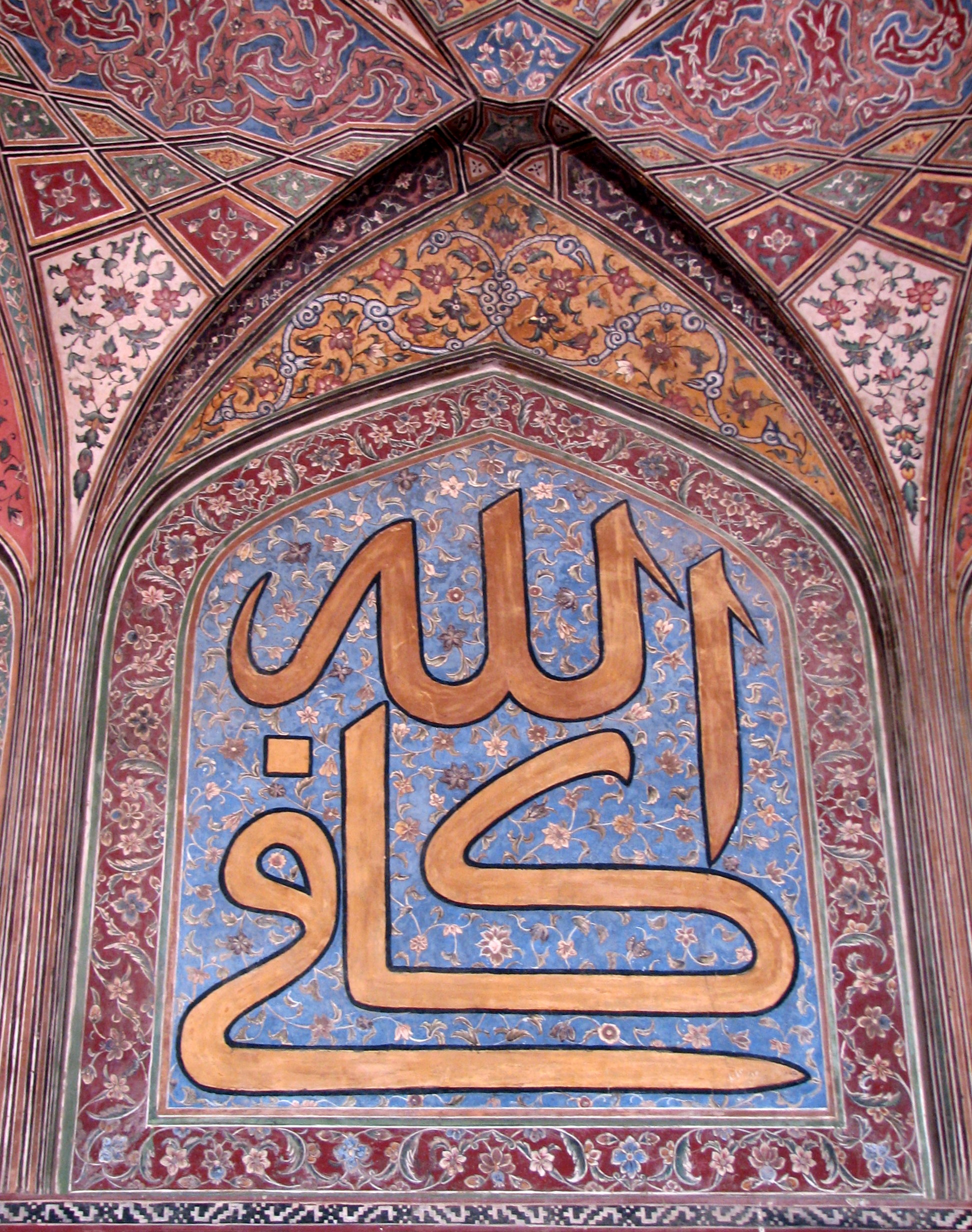
کاشی لعابدار «الله اکبر».
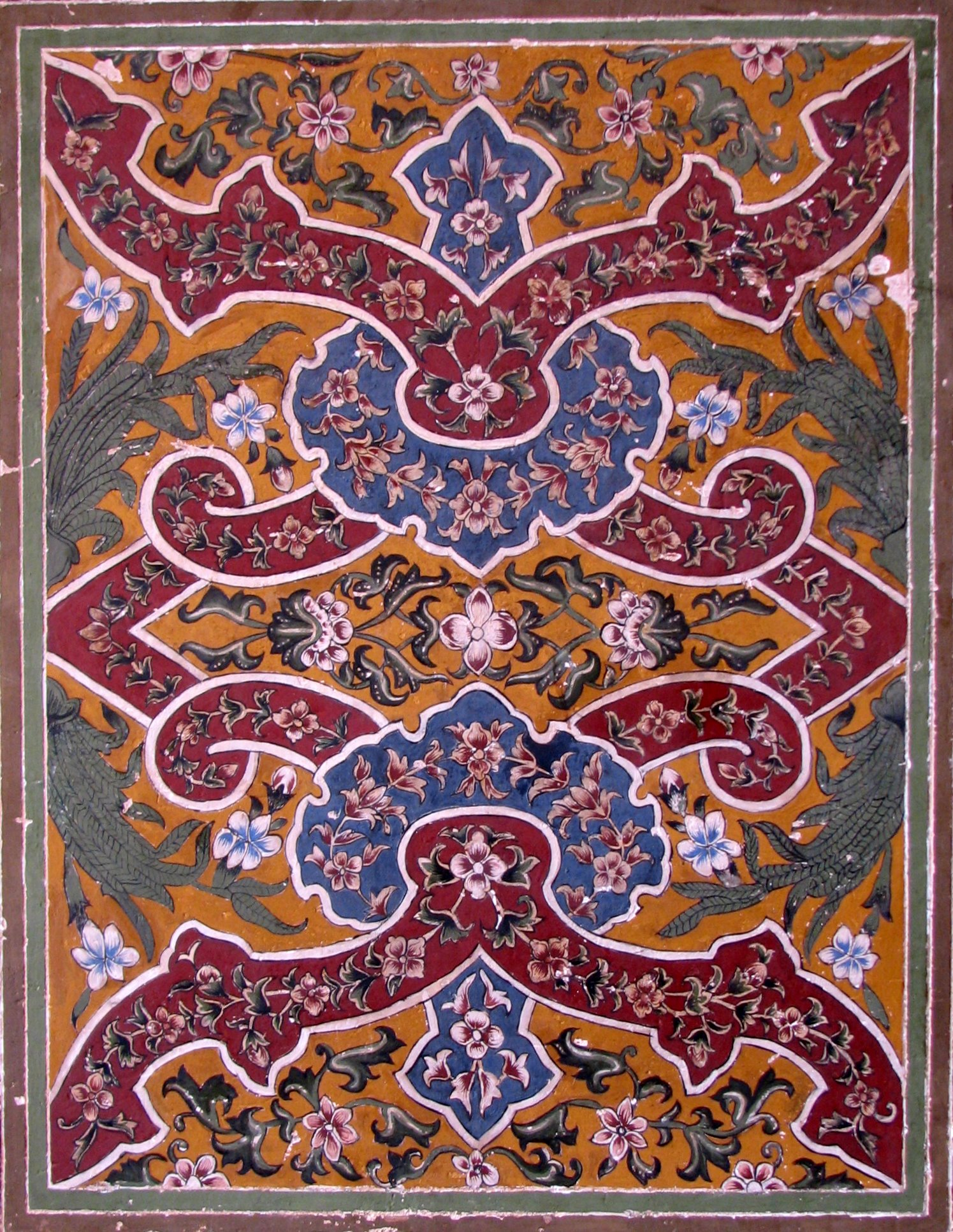
نقاشی دیواری در شبستان
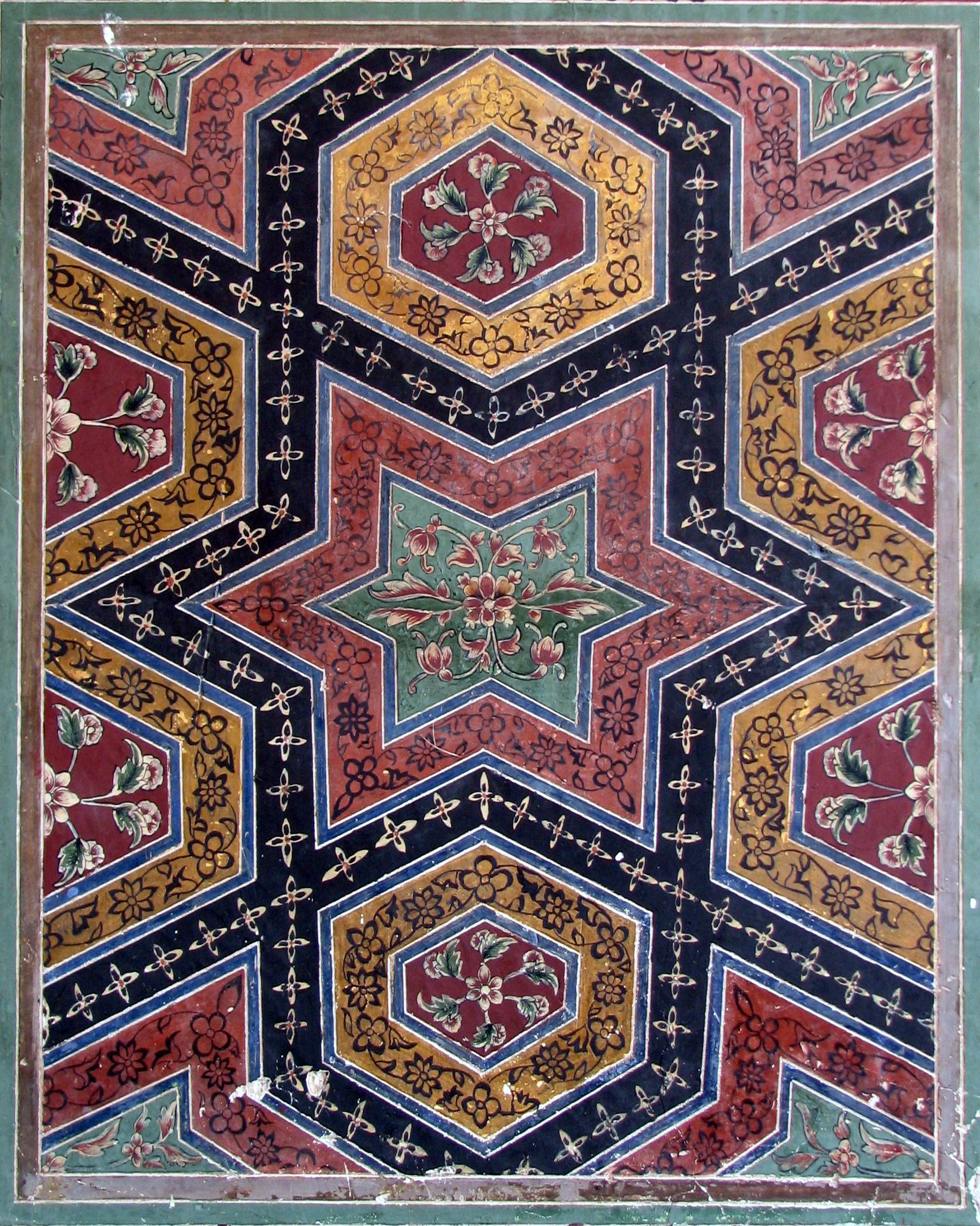
نقاشی دیواری در شبستان.
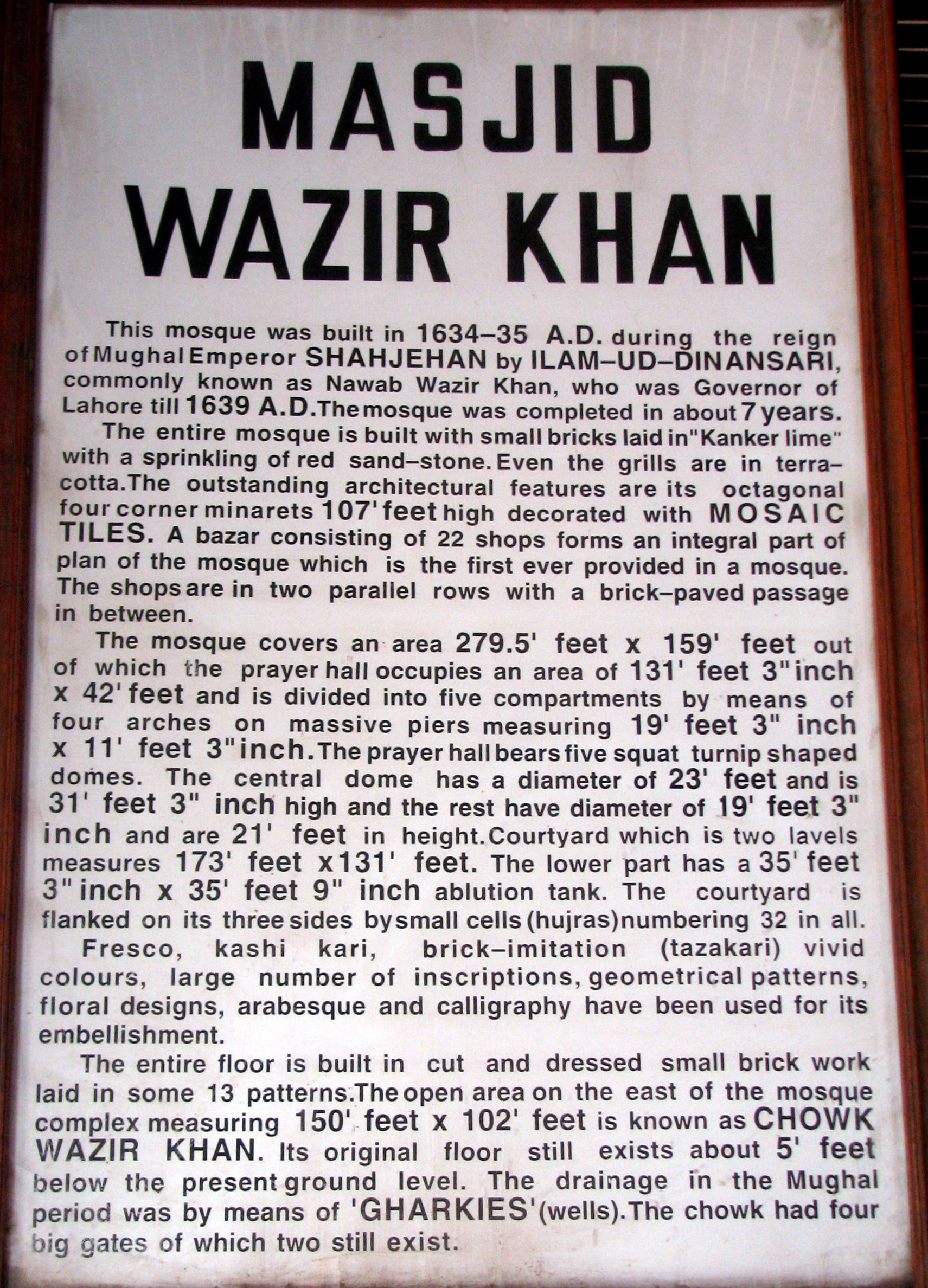
تابلو اعلانات.
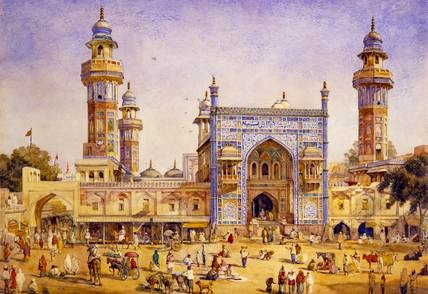
آبرنگ، مسجد وزیرخان ۱۸۶۶، ویلیام کارپنتر
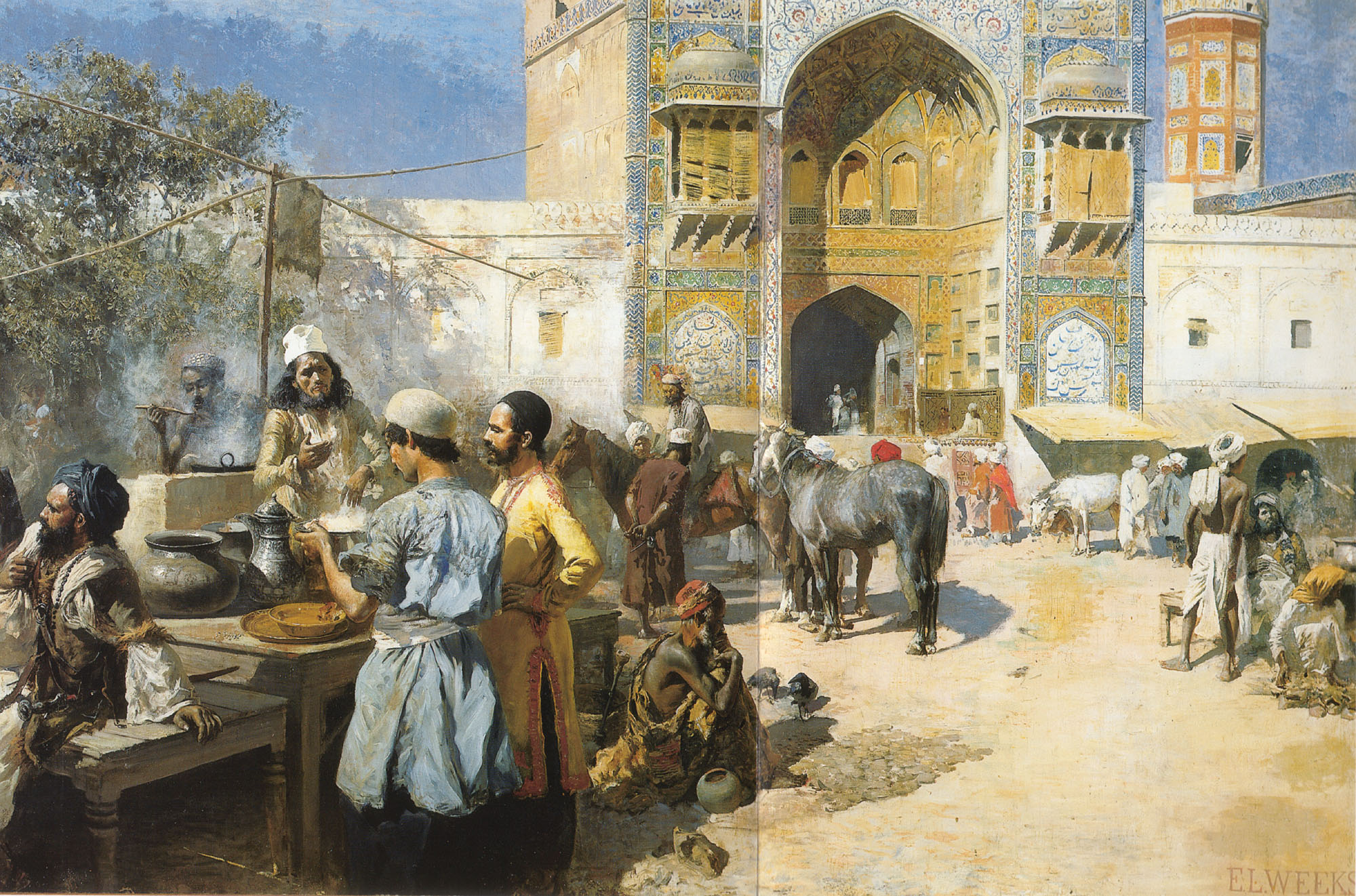
نقاشی اثر ادوارد ویکس حدود ۱۸۸۹ از بازار مسجد وزیر خان
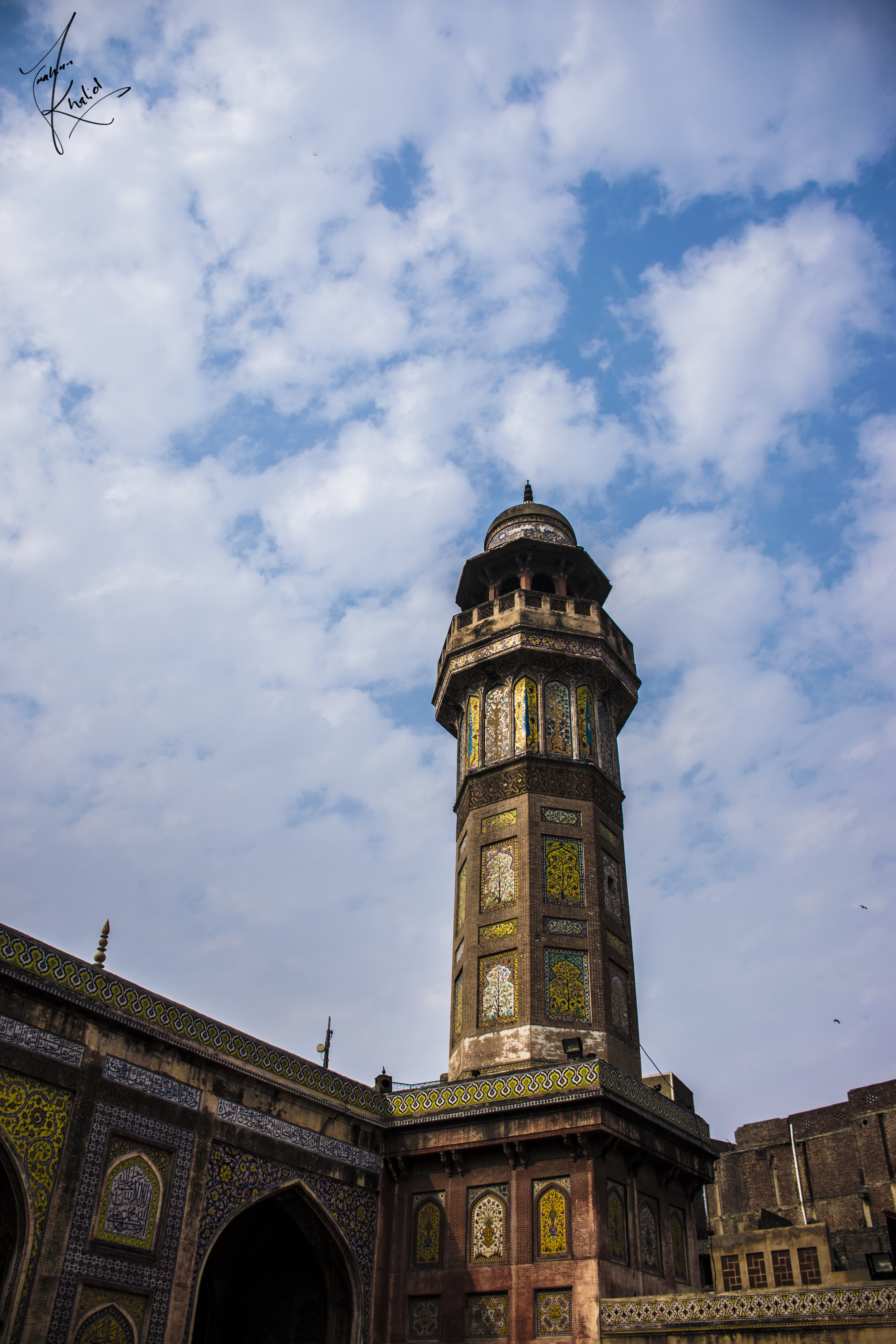
یکی از مناره ها

## برای مطالعهٔ بیشتر
- تزئینات گیاهی در ساختمان‌های گورکانی

## یادداشت
1. 1 2  Masson, Vadim Mikhaĭlovich (2003). History of Civilizations of Central Asia: Development in contrast: from the sixteenth to the mid-nineteenth century. UNESCO. ISBN 9789231038761.
2. ↑  "Conservation of the Wazir Khan Mosque Lahore: Preliminary Report on Condition and Risk Assessment" (PDF). Aga Khan Development Network. 2012. Archived from the original (PDF) on 27 August 2016. Retrieved 25 August 2016. The Wazir Khan Mosque was built in 1634-35 AD (1044-45 AH), by Hakim ’Ali ud din* a governor of the Punjab in the early part of the reign of the Mughal emperor Shah Jahan.
3. ↑  "Walled city of Lahore conservation". Retrieved 25 August 2016. The Walled city of Lahore is famous for several historic monuments including the Lahore Fort – a World Heritage site, the Badshahi and Wazir Khan mosques. Close to 2,000 buildings within the Walled city display a range of architectural features that mark Lahore’s centuries old cultural landscape. A majority of these buildings and the mohallas (local neighbourhoods) in which they are situated form a unique heritage footprint. The work consequently carried out by the Aga Khan Trust for Culture (AKTC) and the Aga Khan Historic Cities Programme (AKHCP) was initiated under a 2007 public-private partnership framework agreement with the Government of Punjab.
4. ↑  Muzaffar, Zareen (8 February 2016). "The Walled City of Lahore: Protecting Heritage and History". The Diplomat. Retrieved 25 August 2016. The Walled City of Lahore program was put into effect in partnership with the Aga Khan Trust for Culture. AKTC supports the Walled City Authority in all technical matters in terms of restoration and conservation work being carried out. Other donors include the World Bank, Royal Norwegian Government, USAID, and the German Embassy.
5. ↑  "History and Background in Conservation of the Wazir Khan Mosque Lahore: Preliminary Report on Condition and Risk Assessment". Aga Khan Historic Cities Programme. Aga Khan Cultural Services - Pakistan. 2012. Retrieved 25 August 2016.
6. ↑  "Media Archive". umedia.lib.umn.edu. Archived from the original on 4 August 2017. Retrieved 13 April 2018.
7. ↑  "Journal of Indian Art". Journal of Indian Art (1886 and 1887). London: W. Griggs and Sons. 1 and 2. Archived from the original on 5 September 2018. Retrieved 13 April 2018.
8. 1 2 3 4  Mumtaz, Kamil Khan. "Reading Masjid Wazir Khan". Islamic Arts. Archived from the original on 22 June 2016. Retrieved 26 August 2016.
9. 1 2 3  "Wazir Khan's Mosque, Lahore". UNESCO. Retrieved 4 May 2015.
10. ↑  "DOCUMENTATION AND CONSERVATION OF WAZIR KHAN MOSQUE, LAHORE, PAKISTAN" (PDF). Aga Khan Cultural Service Pakistan. Archived from the original (PDF) on 23 November 2015. Retrieved 26 August 2016.
11. ↑  Westcoat, p.160
12. ↑  Gulzar, S (2016). "Glazed Tile Ornamentation in Mughal Monumental Architecture" (PDF). Int'l Journal of Research in Chemical, Metallurgical and Civil Engg. 3 (1). ISSN 2349-1442. Wazir Khan Mosque (1634 A.D.) built by Sheikh Alimmuddin Ansari is also considered as one of the finest example of Mughal monuments in Lahore with profound use of colorful glazed tile in mosaic work. Colors used in calligraphy as well as in glazed tile mosaic comprising of deep blue, yellow, green, turquoise and white all showed Iranian influence in this region during 15th and 17th century
13. ↑  W.J. Furnival. Leadless decorative tiles, faience, and mosaic. Рипол Классик. p. 838. ISBN 978-1-176-32563-0.
14. ↑  Gulzar, S (2016). "Glazed Tile Ornamentation in Mughal Monumental Architecture" (PDF). Int'l Journal of Research in Chemical, Metallurgical and Civil Engg. 3 (1). ISSN 2349-1442. Iranian decorative motifs like star shaped flowers, grapevine creeper, and cypress were also used on the walls of Wazir Khan Mosque as influenced from Iranian traditions.
15. ↑  Gulzar, S (2016). "Glazed Tile Ornamentation in Mughal Monumental Architecture" (PDF). Int'l Journal of Research in Chemical, Metallurgical and Civil Engg. 3 (1). ISSN 2349-1442. The decorative motif of cypress was first time used in tile mosaic at Wazir Khan Mosque that distinguished it from others at that time.
16. 1 2 3  Asher, p.225
17. ↑  Shelomo Dov Goitein. Studies in Islamic History and Institutions BRILL, 2010 شابک ‎۹۰۰۴۱۷۹۳۱۳ p 170
18. 1 2  Iftikhar Haider Malik (2006). Culture and Customs of Pakistan. Greenwood Publishing Group. p. 90. ISBN 978-0-313-33126-8.
19. ↑  Wheeler, Sir Robert Eric Mortimer (1953). The Cambridge History of India: The Indus civilization. Supplementary volume. CUP Archive. p. 36. Retrieved 26 August 2016.
20. 1 2 3  Haig, p.561
21. ↑  "Wazir Khan Mosque". Sights of Lahore. Archived from the original on 26 August 2016. Retrieved 26 August 2016.
22. ↑  "Fundamental Concepts: Chahar Taq". www.isfahan.org.uk. Archived from the original on 23 September 2017. Retrieved 13 April 2018.